# 2015
Évszázadok: 20. század – 21. század – 22. század
Évtizedek: 1960-as évek – 1970-es évek – 1980-as évek – 1990-es évek – 2000-es évek – 2010-es évek – 2020-as évek – 2030-as évek – 2040-es évek – 2050-es évek – 2060-as évek
Évek: 2010 – 2011 – 2012 – 2013 –  2014 – 2015 – 2016 – 2017 – 2018 – 2019 – 2020
2015 (MMXV) első napja csütörtökre esett a Gergely-naptár szerint. Időszámításunk 2015. éve, a 3. évezred és a 21. század 15. éve, a 2010-es évek 6. éve.

## Események

### Január
- január 1.
  - Négy alkalommal reng a föld Ilinyben, Nógrád megyében.[1]
  - Litvánia bevezeti az eurót.[2]
  - Véget ért a NATO 2001 óta tartó afganisztáni küldetése, az ISAF helyét az Afgán Nemzeti Hadsereg veszi át. (A megszállásban 3485 NATO-katona halt meg. A tálibokat nem sikerült legyőzni, az afgán állam stabilitása gyenge.)[3]
- január 10. – Megdől az országos hőmérsékleti rekord Magyarországon, amikor Fertőrákoson 19,7 fokot mérnek. Budapesten szintén megdől a fővárosi rekord, ahol 16,7 fokot mérnek.[4]
- január 11. – A horvát elnökválasztás második fordulója.[5] (Az elnökválasztást Kolinda Grabar-Kitarović, a jobbközép Horvát Demokrata Közösség (HDZ) jelöltje nyeri, ezzel ő lesz az ország első női elnöke.)[6]
- január 14. – Giorgio Napolitano olasz államfő előrehaladott kora miatt lemond tisztségéről. (Távozásával ideiglenesen Pietro Grasso, az olasz szenátus elnöke látja el az államfői teendőket.)[7]
- január 19. – A Párizsban tartott nyitóünnepséggel hivatalosan is megkezdődik az ENSZ és az UNESCO által meghirdetett, „A fény nemzetközi éve” (International Year of Light) nevű 2015-ös rendezvénysorozat.[8]
- január 20. – A Budapest Music Centerben bemutatták Bogányi Gergely Kossuth-díjas zongoraművész mérnökök segítségével kifejlesztett új típusú hangversenyzongoráját, a „magyar csodazongorát”.[9]
- január 21. – A svájci Davosban megkezdődik a 45. Világgazdasági Fórum, amelynek témái a világgazdasági helyzet mellett a párizsi merényletek, a Boko Haram szélsőséges iszlamista szervezet Nigériában elkövetett bűnei és a kelet-ukrajnai háború.[10]
- január 22. – A magyar és a szerb védelmi tárca közötti együttműködési lehetőségekről, valamint az aktuális biztonságpolitikai kérdésekről tárgyal Belgrádban Hende Csaba honvédelmi miniszter és Bratislav Gašić szerb védelmi miniszter.[11]
- január 24.
  - Tüntetés kezdődik Pristinában azt követően, hogy Aleksandar Jablanovic miniszter kijelentette, hogy nem volt tudomása az 1999-es NATO-bombázások idején történt kivégzésekről, melyeket az úgy nevezett Hidak őrzői nevű szervezet követett el albán emberek ellen a bombázások idején, Koszovó északi részén.
  - Orosz-barát felkelők merényletet hajtanak végre Mariupolban, és rakétákkal támadják a várost.
  - Elkezdődik a daraai offenzíva.
- január 25. – Előrehozott parlamenti választások Görögországban, melyen a radikális baloldali Sziriza végez az első helyen.[12]
- január 30–31. – G1-es szintű geomágneses vihar éri el a Földet. (Alaszkában és a hasonló szélességektől északra fekvő vidékeken megfigyelhetővé válik az északi fény.)[13]
- január 31. – Sergio Mattarellát, a Demokrata Párt jelöltjét választják Olaszország köztársasági elnökévé.[14]

### Február

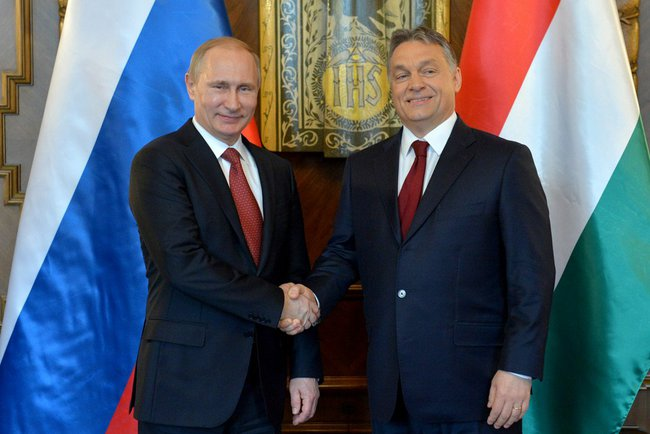
Putyin és Orbán Budapesten

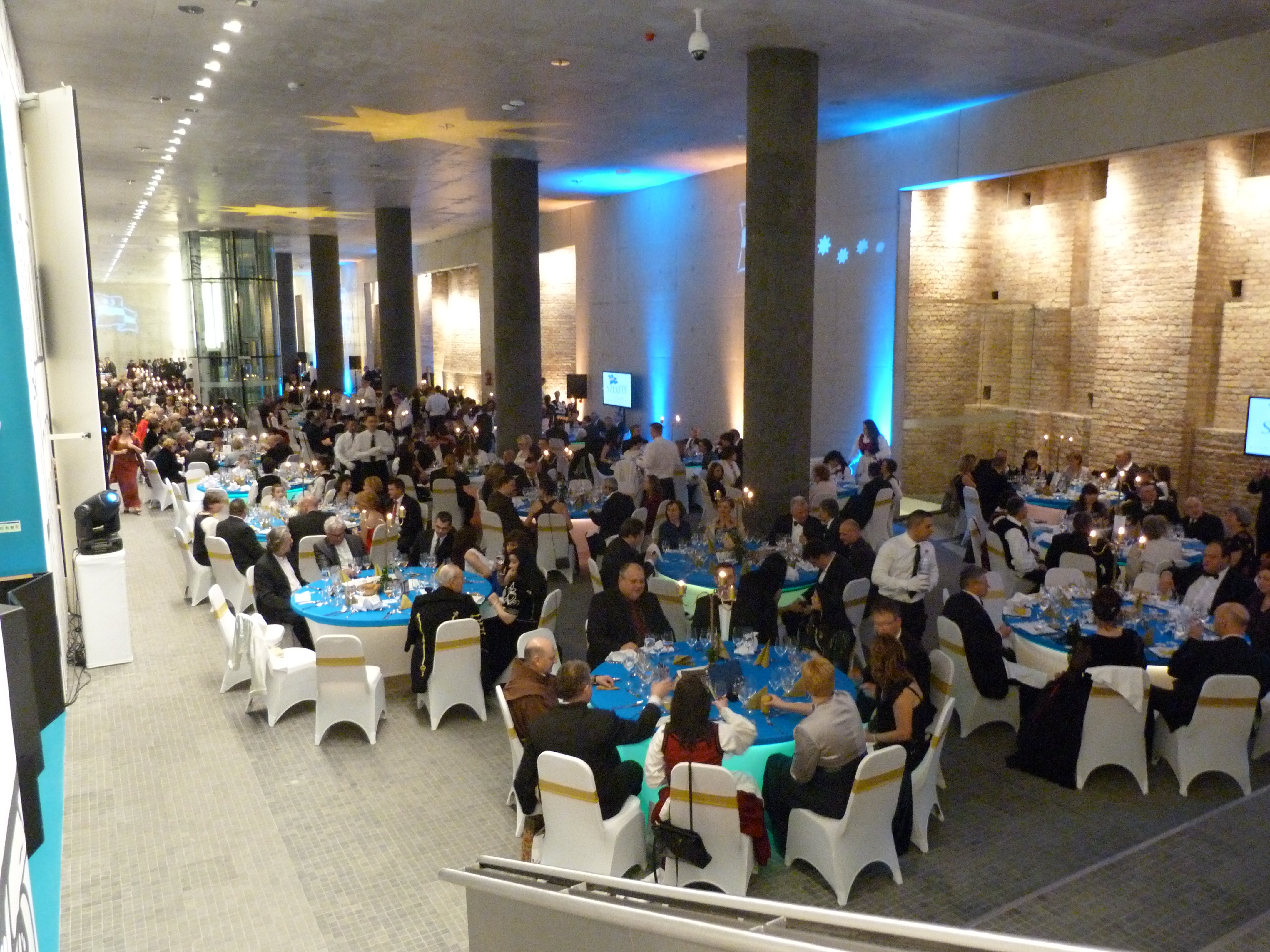
II. Budapesti Székely Bál –
Várkert Bazár

- február 2. – Hivatalos látogatásra Budapestre érkezik Angela Merkel német kancellár, ahol többek között Orbán Viktor miniszterelnökkel és Áder János köztársasági elnökkel tárgyal. (Merkel német vállalatok vezetőivel, zsidó szervezetek képviselőivel, magyar egyetemistákkal találkozott, és átvette a Szegedi Tudományegyetem díszdoktori címét.)[15]
- február 3. – Leteszi hivatali esküjét Sergio Mattarella új olasz köztársasági elnök Rómában. (A 74 éves szicíliai alkotmánybíró hét évre vette át az államfői hivatalt a 89 évesen januárban leköszönt Giorgio Napolitanótól.)[16]
- február 6. – Simicska Lajos korábbi Fidesz gazdasági igazgató érdekeltségébe tartozó médiavállakozások vezetőségei váratlanul lemondanak, lelkiismereti okokra hivatkozva. Simicska az összehangolt akció hátterében Orbán Viktor miniszterelnököt, a Fidesz elnökét sejti, és őt több hírportálnak is nyilatkozva g*ecinek nevezi. (G-nap)[17][18]
- február 7. –  A szíriai polgárháborúban elkezdődik a dél-szíriai offenzíva.
- február 14.
  - A Várkert Bazárban rendezték meg a II. Budapesti Székely Bált.
  - A 19. alkalommal adják át a Molnár Pál által alapított nemzetközi irodalmi díjat, a Balassi Bálint-emlékkardot a Gellért szállóban. A díjazottak Kiss Anna költő és a Balassi Bálint verseit anyanyelvére fordító az oszét költő és műfordító, Muzafer Dzaszohov.[19][20]
- február 15.
  - Éjszaka életbe lép a tűzszünet Kelet-Ukrajnában, melyről Petro Porosenko ukrán elnök, Vlagyimir Putyin orosz államfő, Angela Merkel német kancellár és François Hollande francia köztársasági elnök állapodott meg.[21]
  - Bíró László, a Magyar Katolikus Püspöki Konferencia családreferens püspöke szentmisével zárja a házasság hete rendezvénysorozatot a Városmajori templomban.[22]
- február 17. – Vlagyimir Putyin orosz elnök magyarországi látogatása során tárgyalt Orbán Viktor miniszterelnökkel a gázszállítási szerződésről, valamint egyezményt írtak alá atomenergia-ipari képzésről, regionális, egészségügyi és felsőoktatási együttműködésről és a kazanyi magyar főkonzulátus megnyitásáról.[23]
- február 18. – A görög parlament Prokopisz Pavlopuloszt, korábbi konzervatív belügyminisztert és jogászprofesszort választja meg államfőnek. (Pavlopulosz a 85 éves Karolosz Papuliaszt követi az államfői székben, akinek március 13-án jár le a második ötéves mandátuma.)[24]
- február 22. – A baloldali pártok által támogatott független jelölt, Kész Zoltán nyeri a veszprémi időközi országgyűlési képviselő-választást. (A Fidesz–KDNP elvesztette kétharmados parlamenti többségét.)[25]
- február 26. A mianmari hadsereg katonai offenzívát indít az ország Shan államának északi részén, Kokangban a Mianmari Nemzeti Demokratikus Szövetség Hadserege ellen.
- február 28. – Csemer Boglárka és a Wars for Nothing című dal nyeri az Eurovíziós Dalfesztivál magyarországi előválogatóját, A Dalt.[26]

### Március
- március 1. – Az észtországi parlamenti választáson a Taavi Rõivas miniszterelnök vezette Észt Reformpárt végez az első helyen.[27]
- március 5. – Az Iszlám Állam katonái lerombolják Hatra és Nimrud ókori városokat.[28]
- március 6.
  - A Dawn űrszonda Ceres körüli pályára áll.[29]
  - A Fővárosi Törvényszék elsőfokú, jogerős döntésében bűncselekmény hiányában felmenti Hóman Bálint egykori vallás- és közoktatásügyi minisztert a háborús bűntett vádja alól, s egyben hatályon kívül helyezi az ellene 1946-ban meghozott népbírósági ítéleteket.[30]
- március 7.
  - Márton Anita új országos csúccsal aranyérmet szerez súlylökésben a prágai fedett pályás atlétikai Európa-bajnokságon.[31]
  - A 35. Fantasporto nemzetközi filmfesztiválon a fődíjat Ujj Mészáros Károly Liza, a rókatündér című filmje nyeri.[32]
- március 11.
  - Cornel Marculescu, a FINA ügyvezető igazgatója és Orbán Viktor miniszterelnök közös sajtótájékoztatón jelenti be, hogy a magyar főváros, Budapest rendezheti meg a 2017-es vizes világbajnokságot.[33]
  - Nemzet Sportolói Magyar Zoltán kétszeres olimpiai bajnok tornászt, sportvezetőt, állatorvost választják társaságuk új, 12. tagjának a Buzánszky Jenő halálával megüresedett helyre.[34]
- március 12. – Izland visszavonja a 2009. július 16-án beadott európai uniós csatlakozásra vonatkozó kérelmét.[35]
- március 13. – Pam ciklon átvonult Vanuatun, megölve legalább 16 embert. Több tucatnyi további, eddig még meg nem erősített haláleset került bejelentésre.[36]
- március 15. – A nemzeti ünnep alkalmából az Országházban Áder János köztársasági elnöktől a Magyar Érdemrend különböző fokozatait harmincketten, a Kossuth-díjat tizenhárman, a megosztott Kossuth-díjat hatan, a Széchenyi-díjat tizennégyen, a megosztott Széchenyi-díjat pedig hárman veszik át. Teljes napfogyatkozás

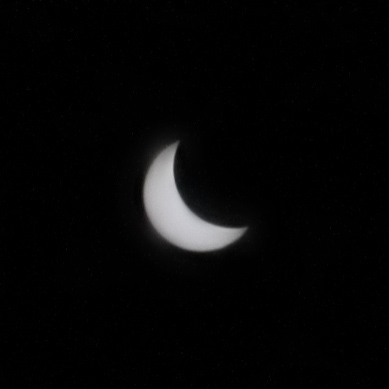
Teljes napfogyatkozás

- március 17. – Benjámín Netanjáhú miniszterelnök által vezetett Likud párt megnyeri a 2015-ös izraeli parlamenti választást.[37]
- március 19. – Elkezdődik a szaadai csata.
- március 20. – Teljes napfogyatkozás Európa felett.[38]
- március 21. – Namíbia harmadik elnökeként Hage Geingob leteszi a hivatali esküt.[39]
- március 24.
  - Az Európai Labdarúgó-szövetség bécsi kongresszusán harmadik ciklusára újabb négy évre megválasztják elnöknek Michel Platinit, és a végrehajtó bizottságba bekerül Csányi Sándor, a Magyar Labdarúgó-szövetség elnöke is.[40]
  - Elkezdődik a dáli csata.
- március 25. – Abel-díjjal tüntetik ki John Forbes Nash amerikai és Louis Nirenberg kanadai matematikusokat.[41]
- március 26.
  - Újratemetik az 1485-ben megölt III. Richárd angol királyt.[42]
  - Elkezdődik az abjani konfliktus a jemeni Abjan kormányzóság megszerzéséért a hútik és a Jemeni Hadsereg Ali Abdullah Szálehhez hű része valamint a militánsok, az al-Káida arab-félszigeti szárnya és a jemeni hadsereg Hádit támogató része között.
- március 29.
  - Islom Karimovot újból megválasztják Üzbegisztán elnökévé.[43]
  - Elkezdődik a sabvai hadjárat.

### Április
- április 1.
  - Bejelentik, hogy Muhammadu Buhari ellenzéki politikus, a Progresszív Kongresszus (APC) párt jelöltje nyerte a nigériai választásokat. (A választást a voksok 54 százalékával nyerte. Buhari 2,5 millió szavazattal kapott többet, mint a hivatalban lévő államfő, Goodluck Jonathan.)[44]
  - A szolnoki MH 25/88. Könnyű Vegyes Zászlóalj az Összhaderőnemi Parancsnokság alárendeltségébe kerül át, MH 88. Könnyű Vegyes Zászlóalj néven.[45]
- április 2.
  - Szlovákia és Szerbia gazdasági kapcsolatainak élénkítéséről, valamint Belgrád európai uniós integrációs folyamatáról tárgyal Pozsonyban Robert Fico szlovák és Aleksandar Vučić szerb kormányfő. (A tárgyalást követő sajtótájékoztatón Robert Fico arról biztosította szerb kollégáját, hogy Szlovákia nem fogja elismerni Koszovó függetlenségét.)[46]
  - Elkezdődik a mukkalai csata.
- április 5. – A húsvét vasárnapi szentmisén Ferenc pápa a keresztényüldözések ellen szól és a békét szorgalmazza Líbiában, Jemenben, Nigériában, Dél-Szudánban, a Kongói Demokratikus Köztársaságban, valamint elismerően megállapítja, hogy létrejött az Iránnal kötött nemzetközi atommegállapodás.[47]
- április 25. – 7,9-es erősségű földrengés rázza meg Nepált.
- április 26. Elnökválasztás Kazahsztánban

### Május
- május 1. – Megnyílik a milánói világkiállítás.
- május 7. – A magyar nyelvű Wikipédia szócikkeinek száma meghaladja a 300 000-et.
- május 9.
  - Az Egészségügyi Világszervezet Ebola-mentessé nyilvánítja Libériát.[48]
  - Korrupció miatt három évnyi börtönbüntetésre ítélik Hoszni Mubárakot, Egyiptom korábbi elnökét.[49]
- május 12.
  - Szacsvay Lászlót választják a nemzet színészei közé az áprilisban elhunyt Kóti Árpád helyére.[50] ű
  - Philadelphiai vasúti baleset
- május 15.  Az amerikai Speciális Erők Egyesített Parancsnokságának a Delta Force-hoz tartozó Irakban állomásozó műveleti felelősei támadást indítanak a szíriai Armban, hogy elfogják az ISIL egyik vezető parancsnokát, Abu Szajjafot.
- május 16. – Halálra ítélik Muhammad Morszi volt egyiptomi elnököt a 2011-es börtönlázadásokban játszott szerepéért.[51]
- május 17.
  - Bécsben megkezdődik a 60. Eurovíziós Dalfesztivál, a városházán Michael Häupl polgármester köszönti a fesztiválon fellépő művészeket.[52]
  - Pál Csaba biológus kapja meg a Bolyai János alkotói díjat. (Áder János az átadáson azt mondta: „Pál Csaba teljesítménye már most maradandó és olyan eredmények fűződnek a nevéhez, amelyek bizonyosan az emberiség hasznára válnak.”)[53]
- május 18. – Az Iszlám Állam fegyveresei beveszik el-Anbár kormányzóság székhelyét, Ramádit.[54]
- május 19. – Krasznahorkai Lászlónak ítélik az idei Nemzetközi Man Booker-díjat.[55]
- május 21. – A fény nemzetközi éve alkalmából este 20 órakor fénystaféta indul a szegedi ELI lézerközpontból, majd a továbbküldött fényjel kb. 1500 km-es út során két óra alatt körbejárja Magyarországot.[56]
- május 22. – Alkotmánymódosító népszavazást tartanak Írországban, amelyen a szavazók többsége támogatja az azonos neműek házasságának legalizálását.[57]

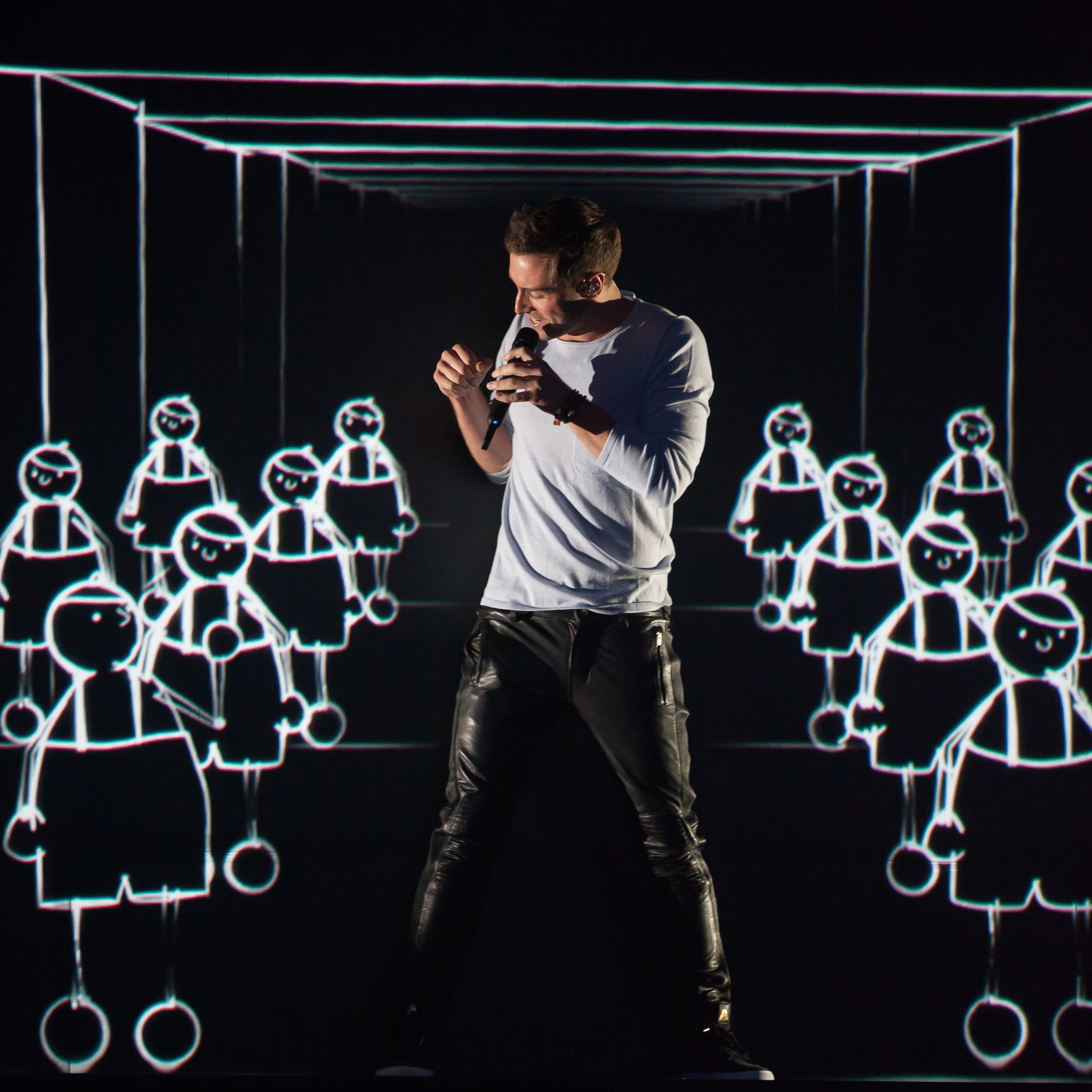
A svéd versenyző, Måns Zelmerlöw; a 2015-ös Eurovíziós Dalfesztivál győztese

- május 23. – A Måns Zelmerlöw által képviselt Svédország megnyeri a 60. Eurovíziós Dalfesztivált az osztrák fővárosban, Bécsben. Második helyen végez Polina Gagarina Oroszország színeiben, a harmadik helyezést az Il Volo (Olaszország) kapja meg. A magyar induló, Boggie a 20. helyen végez a fesztivál 27 fős döntőjében.[58]
- május 24.
  - A cannes-i fesztiválon a francia Jacques Audiard által rendezett Dheepan című film nyeri el az Arany Pálmát, míg a zsűri nagydíját az elsőfilmes magyar rendező Nemes Jeles László Saul fia című filmje kapja.[59]
  - A lengyelországi elnökválasztás második fordulójában Andrzej Duda szerzi meg a szavazatok többségét, így – beiktatását követően – ő lesz a III. köztársaság 7. államfője.[60]
- május 26. – Elmozdítják tisztségéből Hery Rajaonarimampianina madagaszkári államelnököt az alkotmány megszegése miatt.[61]
- május 11-27. – A világ tatárantilop állományának majdnem fele elpusztult egy járványban.[62]
- május 29.
  - Az Amerikai Egyesült Államok törli Kubát a terrorizmust támogató országok listájáról.[63]
  - Joseph Blattert megválasztják a Nemzetközi Labdarúgó-szövetség elnökének.[64]
  - Hivatalba lép Juha Sipilä finn miniszterelnök, a Centrumpárt vezetője.[65]

### Június
- június 2. - Joseph Blatter, akit három nappal korábban újraválasztottak a Nemzetközi Labdarúgó-szövetség elnökének, bejelentette lemondását.[66]
- június 3. - Marjinkai csata
- június 4. - a budapesti Vörösmarty téren a Londonban élő Sárközi Mátyás író ünnepi szavaival megnyílt a június 8-ig tartó 86. Ünnepi Könyvhét és 14. Gyermekkönyvnapok. (Wikiszócikkében linkelve honlapja: Ünnepi könyvhét)
- június 5. - A milánói világkiállításon  a környezetvédelem világnapjára időzítve hivatalosan megnyitják a magyar pavilont.[67]
- június 7. - Pákh Imre amerikai-magyar műgyűjtő közleményt adott ki, hogy mivel megszakadtak a tárgyalások a tulajdonában álló Golgota című Munkácsy-festmény adás-vételéről, ezért azt június 25-én elszállíttatja, kivéve ha addig megegyezés születik.[68]

- június 10. - A Magyar Olimpiai Bizottság (MOB) közgyűlése úgy döntött, hogy támogatja a 2024. évi nyári olimpiai játékok budapesti megrendezése szándéknyilatkozatának benyújtását.[69] A javaslat 2024. július 19.– augusztus 4. közötti időponttal és dél-budapesti helyszínnel számolt.[70] (Peru fővárosa, Lima nyerte el a rendezés jogát 2017-ben.)
- június 13. - Ferenc pápa a lateráni Szent János-bazilikában tartott meditáción közölte, hogy a római katolikus egyház kész megváltoztatni a húsvét időpontjának meghatározását annak érdekében, hogy katolikusok, protestánsok, ortodoxok ugyanazon napon tarthassák Krisztus feltámadásának ünnepét.[71]
- június 14. - Egy hirtelen lezúduló esőzés után árvíz öntötte el Tbiliszit. 12 ember meghalt, a helyi állatkertből pedig vadállatok szabadultak el.[72]
- június 16. - A nemzetközi együttműködés kategóriában a Wikipédiának ítélték oda az Asztúria Hercegnő-díjat .[73]
- június 17. - A kormány utasítást adott a belügyminiszternek, hogy haladéktalanul kezdje meg a magyar–szerb határ fizikai lezárásának előkészületeit.[74]
- június 18. - A Vatikánban bemutatták Ferenc pápa „Laudato si'” („Áldott légy”) kezdetű, környezetvédelmi témájú enciklikáját az emberiség közös otthonának gondozásáról.[75]
- június 19. – A csehországi Plzeňben kerül megrendezésre a 14. Fiatal Táncosok Eurovíziós Versenye.
- június 20. - A Magyar Tudományos Akadémia Dísztermében 79. alkalommal adták át a Magyar Örökség díjakat, melynek kitüntetettjei a Vasárnapi Iskola Alapítvány, Nemeshegyi Péter jezsuita szerzetes, a Mezőtúri Református Kollégium, Apponyi Albert gróf, Kovács Gyula erdész, kertész, Kű Lajos labdarúgó, sportember, valamint a lengyel és a magyar nép történelmi barátsága.[76]
- június 23. - Az Olimpia világnapján a Fővárosi Közgyűlés Borkai Zsolt MOB-elnök és Tarlós István főpolgármester előterjesztésére elfogadta azt a szándéknyilatkozatot, hogy Budapest és a Magyar Olimpiai Bizottság – az Országgyűlés támogatásával – pályázza meg a 2024-es nyári olimpiai és paralimpiai játékok rendezési jogát.[77][78] Ugyanezen a napon jelentette be a Francia Olimpiai Bizottság (CNOSF), hogy Párizs megpályázza a 2024-es nyári olimpia és paralimpia megrendezését.[79]
- június 25.
  - Kaliforniában 85 éves korában elhunyt Bejczy Antal professzor, fizikus, űrkutató, a robotika világnagysága, a Pathfinder Marsautó űrjárműrobot távirányítási technikájának kifejlesztője, Magyar Örökség díjas.[80]
  - Elkezdődik a daraai csata.
- június 26. -  Az al-Shabaab milicistái megtámadták az Afrikai Unió Szomáliai Missziójának egyik bázisát Szomáliában Lego környékén, és több mint 70 katonát megöltek, a bázist pedig sikeresen elfoglalták.

### Július
- július 7. – Borkai Zsolt MOB elnök és Tarlós István fővárosi főpolgármester aláírásával – Budapest és a Magyar Olimpiai Bizottság – Thomas Bach NOB elnöknek címezve hivatalosan is benyújtja szándéknyilatkozatát a Nemzetközi Olimpiai Bizottságnak a 2024-es nyári olimpia és paralimpia budapesti rendezésének pályázatára. (A Magyar Olimpiai Bizottság közgyűlése június 10-én, a Fővárosi Közgyűlés pedig június 23-án egyhangúlag a szándéknyilatkozat benyújtása mellett döntött. Július 6-án – 80%-os többséggel – az Országgyűlés is igennel szavazott.)[81]
- július 11. – a munkácsi lövöldözés: Kárpátalján, Munkács mellett fegyveres összetűzésben hárman meghaltak és tizenegyen megsérültek. A Jobboldali Szektor (PSZ) nevű ukrán szélsőjobboldali szervezet fegyveresei és Mihajlo Lanyo, az ukrán parlament egyik kárpátaljai képviselőjének testőrei, valamint a helyszínre érkező rendőrök lövöldöztek egymásra.[82]
- július 13. – Mórahalom külterületén – a Magyar Honvédség műszaki alegységeinek bevonásával – kezdetét veszi a műszaki határzár építése a magyar–szerb határszakaszon. (A kormány június 17-én hozott határozatot a rendkívüli bevándorlási nyomás kezelésére, melyben elrendelte a zöldhatár átjárhatóságának megszüntetése érdekében egy 175 kilométer hosszúságú és 4 méter magasságú határőrizeti célú ideiglenes kerítés építését.)[83]
- július 14. – A New Horizons űrszonda elhalad a Plútó mellett.[84]
- július 20.
  - Bő fél évszázad után az Egyesült Államok és Kuba ismét nagyköveti szintre emeli a diplomáciai kapcsolatait, miután Washingtonban hivatalosan is megnyílik a kubai külképviselet. (A két ország 1961-ben szakította meg diplomáciai kapcsolatait.)[85]
  - Az ENSZ Biztonsági Tanácsa (BT) egyhangúlag jóváhagyja azt a megállapodást, melynek értelmében Irán több nukleáris programját is korlátozza a nemzetközi szankciók enyhítésének fejében.[86]
- július 28 – A szíriai polgárháborúban elkezdődik a Gab-alföldi offenzíva.
- július 31. – Kihirdetik a „2016. év finnugor kulturális fővárosa” pályázat eredményét: a címet és a rendezés jogát két magyarországi település, Iszkaszentgyörgy és Veszprém (megosztva) kapta.[87]

### Augusztus

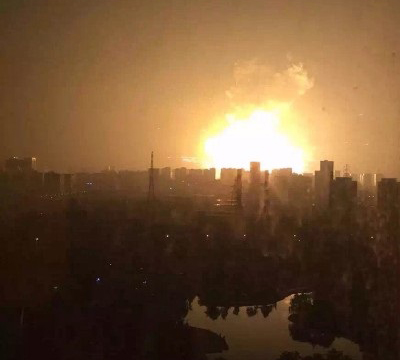
Tiencsini óriásrobbanás

- augusztus 1. – Az orosz katonai vezetés új fegyvernembe integrálja a légierőt, a légvédelmi, a rakétavédelmi és az űrvédelmi erőket – a légierő korábbi parancsnoka, Viktor Bondarev vezérezredes irányításával –, mely a lég- és űrvédelmi fegyvernem elnevezést kapta.[88]
- augusztus 3. – A koszovói parlament megszavazza a háborús bűnöket vizsgáló különleges bíróság felállításához szükséges alkotmánymódosítást. (A különleges bíróság az 1998–1999-es koszovói konfliktus idején a Koszovói Felszabadítási Hadsereg (UÇK) által elkövetett feltételezett háborús bűnöket vizsgálja majd.)[89]
- augusztus 5.  – Az Iszlám Állam elfoglalja Gárjátájnt.
- augusztus 10.  – Sztarohnatyivkai csata
- augusztus 11. – Petro Porosenko ukrán elnök aláírja a költségvetési törvény módosítását, amelynek értelmében 5,3 milliárd hrivnyával – körülbelül 71 milliárd forintnak megfelelő összeggel – növelik a védelmi kiadásokra szánt összeget. (Az ukrán parlament július 17-én fogadta el a kormány által beterjesztett javaslatot a védelmi kiadások növelésére.)[90]
- augusztus 12.
  - Tiencsinben, a Ruihai Logistics vállalat raktárában történt robbanások következtében 114-en meghalnak, és jelentős anyagi kár keletkezik a környező telephelyeken és épületekben.[91][92]
  - Az Európai Bizottság szóvivője rendkívül sürgetőnek nevezte az európai migrációs válság következtében kialakult helyzetet, és közös európai választ sürgetett.[93]
- augusztus 14. – Az Egyesült Államok havannai nagykövetségének épületén – fél évszázad után – ismét felvonják az amerikai lobogót. (Véget ért a hidegháború Kuba és az USA közt.)[94]
- augusztus 15. – Észak-Koreában 30 perccel visszaállítják az órákat, bevezetik a phenjani időzónát (UTC+8:30).[95]
  - A vajdasági Martonoson egy férfi meggyilkol hat embert fia esküvőjén. Az áldozatok magyarok, de a támadás nem etnikai célzatú (Lásd: Martonosi esküvői mészárlás).
- augusztus 17–21. – A soron következő, 12. Nemzetközi Finnugor Kongresszust (CIFU) Finnországban, Oulu egyetemén rendezik meg.
- augusztus 20.
  - Az Országházban Polgár Judit sakkozó és Eötvös Péter zeneszerző veszi át Áder János államfőtől a legmagasabb magyar állami kitüntetést, a Szent István-rendet.[96]
  - Bejelenti lemondását Aléxisz Cíprasz görög miniszterelnök.[97] (Prokópisz Pavlópulosz államfő másnap a legfőbb ellenzéki párt, a konzervatív Új Demokrácia (ND) elnökének adott kormányalakítási megbízást.)[98]

### Szeptember

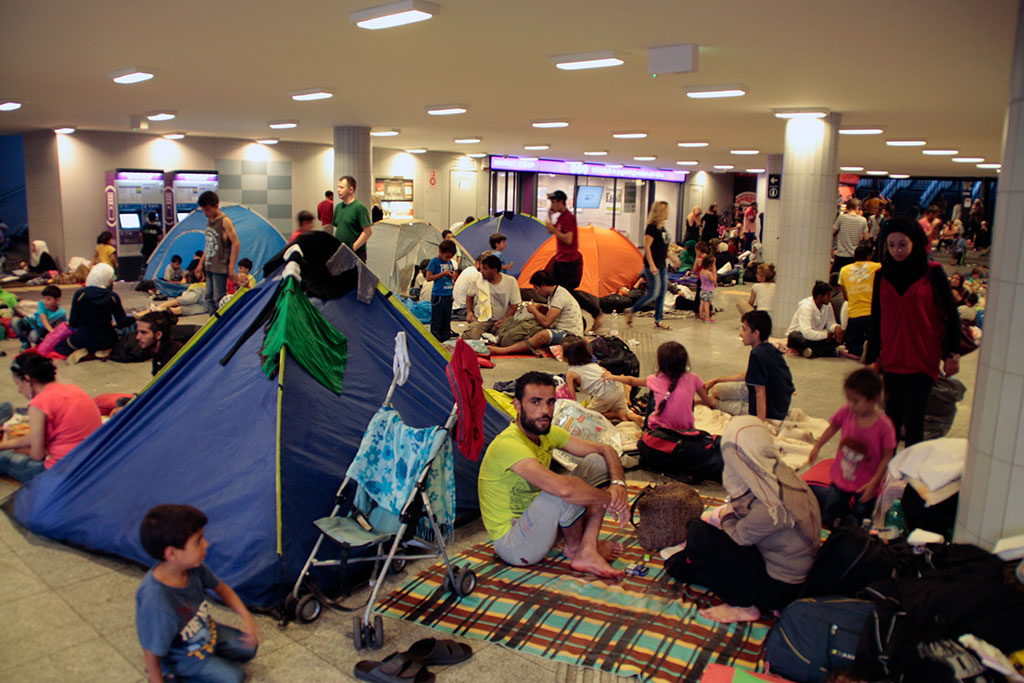
Migránsok a Keleti Pályaudvarnál (Eifert János felvétele)

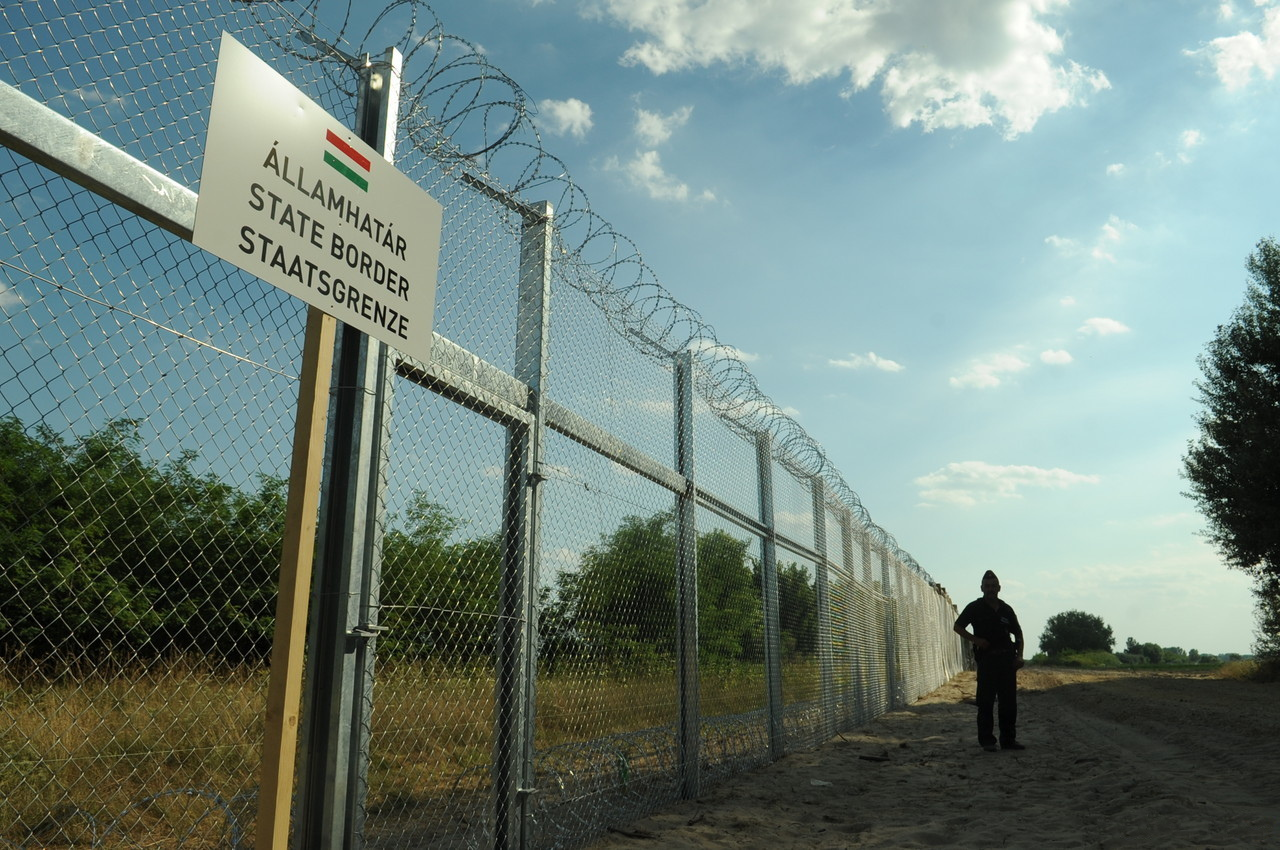
Magyarország–Szerbia-határzár

- szeptember 7. – Benyújtja lemondását Hende Csaba honvédelmi miniszter. (Helyére Simicskó Istvánt, az Emberi Erőforrások Minisztériumának sportért felelős államtitkárát kérték fel a honvédelmi miniszteri feladatok ellátására. A miniszter menesztését Orbán Viktor miniszterelnök azzal indokolta, hogy nem készül elég gyorsan a magyar–szerb határon a katonák által épített műszaki határzár.)[99][100]
- szeptember 9. – II. Erzsébet brit királynő – ükanyját, Viktória királynőt felülmúlva – Nagy-Britannia leghosszabb ideig regnáló uralkodója lett.[101]
- szeptember 11.
  - A világ oktatáskutatóinak budapesti ötnapos tudományos tanácskozásának zárónapja, amelyre nyolcvanegy országból érkeztek résztvevők, köztük kétezer-hatszáz előadó tart összesen négyezer-hatszáz előadást.[102]
  - A Kába szentélyt körülvevő mekkai nagymecsetben több mint százan lelik halálukat, amikor összeomlik egy daru.[103]
- szeptember 13. – Presser Gábor a magyar dal napjának ötletgazdája megnyitja a Vas megyei Bükön az idei országos zenei rendezvénysorozatot.[104]
- szeptember 15. – Magyarországon életbe lép az úgynevezett „jogi határzár”, vagyis szigorodnak az embercsempészés büntetései, kiutasítással jár a műszaki határzár megrongálása és átlépése.[105] A kormány Bács-Kiskun és Csongrád megyére tömeges bevándorlás okozta válsághelyzetet hirdet.[106]
- szeptember 16.
  - Katonai puccs a közép-afrikai Burkina Fasóban. (A puccs vezetője, az ideiglenes vezetőnek kikiáltott Gilbert Diendere tábornok utasítására az elnöki biztonsági ezred őrizetbe vette az ideiglenes államfőt és a kormány tagjait, majd bejelentették az átmeneti kormány intézményeinek feloszlatását.)[107]
  - A röszkei közúti határátkelőnél a migránsok és a magyar rendőrök összecsapnak, több száz ember sérül meg.[108]
  - Pintér Sándor magyar belügyminiszter a közbiztonság védelme érdekében 30 napos részleges határzárat rendel el a Röszke–Horgos közúti határátkelőhelyen és a Röszke–Horgos autópálya határátkelőhelyen.[109](Az utóbbit szeptember 20-án a nemzetközi tranzit, a gazdasági együttműködés, valamint a határsávban élők mozgásának biztosítása érdekében feloldják.)[110]
- szeptember 17. – A Fidesz Kósa Lajost választja a párt frakcióvezetőjévé Rogán Antal helyébe, aki a miniszterelnök politikai kabinetfőnöke lesz.[111]
- szeptember 20. – Előrehozott parlamenti választások Görögországban, melyen a baloldali Sziriza párt – a voksok 35,5 százalékával – végez az első helyen. (Aléxisz Cíprasz, a párt elnöke másnap letette a miniszterelnöki esküt.)[112]
- szeptember 23.
  - A Los Angeles-i kerületi bíróság bírája, George H. King úgy dönt, hogy a közismert Happy birthday to you című dal közkincs.[113]
  - A Volkswagennél kirobbant dízelmotorbotrány miatt lemond tisztségéről Martin Winterkorn, az igazgatóság elnöke.[114]
- szeptember 24. – 717 halottat követelő tülekedés és pánik tör ki a mekkai zarándoklat résztvevői között.[115]
- szeptember 25. – A Magyar Nemzeti Bank bejelenti, hogy december 14-től új húszezer forintos bankjegyeket hoz forgalomba.[116]
- szeptember 30. – Oroszország is aktív részesévé válik a szíriai polgárháborúnak, miután harci repülőgépei bombázták az Aszad elnökkel szembenálló erők állásait.

### Október
- október 4–25. – A Vatikánban megtartják a családról szóló szinódus következő rendes általános ülését „A család hivatása és küldetése az egyházban és a mai világban” címmel.[117]
- október 5. A jemeni polgárháború során több támadó rakétatámadást indít a miniszterelnök-helyettesnek és miniszterelnöknek szállást adó Qasr Hotel ellen.
- október 17. – A Miniszterelnöki Kabinetiroda élére Rogán Antal kerül mint az irodát vezető miniszter.[118]
- október 25.
  - A Jarosław Kaczyński vezette ellenzéki Jog és Igazságosság (PiS) párt nyeri a lengyel parlamenti választásokat.[119]
  - Helyhatósági választások Ukrajnában, melyek nem terjedtek ki az Oroszország által elcsatolt Krím félszigetre és a kelet-ukrajnai szakadár területekre.[120]
  - Általános választás Argentínában
  - Elnökválasztás Haitin
- október 26. 7,5 magnitúdójú földrengés Hindukusban
- október 30. – 46 halálos áldozatot[121] és hozzávetőlegesen 150 égési sérültet követelő tűzvész tör ki a bukaresti „Colectiv” szórakozóhelyen. (A koncert alatt a használt pirotechnika meggyújtotta a hangszigetelést. A szervezők sok szabályt nem tartottak be.[122] A felelősség kérdésének tisztázatlansága miatt november 3-án kormányellenes tüntetés volt a román fővárosban,[123] másnap pedig lemondott Victor Ponta miniszterelnök.)

### November
- november 1. – Törökországban az előrehozott parlamenti választásokon abszolút többséget szerez Recep Tayyip Erdogan államfő pártja, az Igazság és Fejlődés Pártja (AKP).[124]
- november 5.
  - Átadják a Nemzet Művésze díjat Ferencz István építésznek, Foltin Jolán koreográfusnak és Szervátiusz Tibor szobrásznak.[125]
  - Elkezdődik a homszi offenzíva.
- november 8. – Parlamenti választások Horvátországban, amely szoros eredménnyel végződik. (A kormányzó Horvátországi Szociáldemokrata Párt (SDP) koalíciós partnerével közösen 59 képviselői helyet szerzett, csak úgy mint az ellenzéki, jobboldali Horvát Demokrata Közösség (HDZ) vezette koalíció.)[126]
- november 10. – Klaus Johannis román államfő – a parlamenti pártokkal folytatott egyeztetést követően – Dacian Cioloșt, Románia korábbi EU-s mezőgazdasági és vidékfejlesztési biztosát kéri fel kormányalakításra.[127]
- november 12. Két öngyilkos merénylő felrobbantja magát Bejrútban.
- november 13. – Párizsi terrortámadás.
- november 17.
  - A moszkvai biztonsági erők hivatalosan bejelentik, hogy az Airbus A321-231-es MetroJet repülőgép Sínai-félsziget feletti 224 halálos áldozatot követelő légikatasztrófáját terrorcselekmény okozta.[128][129]
  - Romániában megalakul a Dacian Cioloș vezette szakértői kormány.[130]
- november 20. – Az ENSZ Biztonsági Tanácsa az Iszlám Állam és az an-Nuszra Front szélsőséges csoportok elleni katonai erő alkalmazására feljogosító, egyhangú terrorelhárítási határozatot fogad el.[131]
- november 21. – A Destiny Chukunyere által képviselt Málta megnyeri a 13. Junior Eurovíziós Dalfesztivált a bolgár fővárosban, Szófiában. Második helyen végez Mikajel Varoszjan Örményország színeiben, a harmadik helyezést Lina Kuduzović (Szlovénia) kapja meg.

### December
- december 2. – A NATO külügyminiszterei meghívják Montenegrót, hogy 29. tagként csatlakozzon az észak-atlanti szervezetbe.[132]
- december 6. Örményországban népszavazást tartanak az alkotmány módosításáról.
- december 8. – A II. vatikáni zsinat befejezésének 50. évfordulóján Ferenc pápa megnyitja a Szent Péter-bazilika szent kapuját (Porta Santa), ezzel kezdetét veszi az irgalmasság rendkívüli szentéve.[133][134]
- december 9. – A Time magazin Angela Merkel német szövetségi kancellárt választja az év emberévé.[135]]
- december 12. – A gambiai elnök, Yahya Jammeh bejelentette, hogy a Gambiai Köztársaság mostantól Gambiai Iszlám Köztársaság lesz.[136]

- december 14. – Forgalomba került az új húszezer forintos bankjegy.[116]
- december 27. – Második Sejk Maskin-i csata
- december 31. – Szilveszter éjjelén Köln központjában egy kb. ezer közel-keleti és észak-afrikai férfiból összeverődött csoport éppen arra járó német nőket molesztált.

### Határozatlan dátumú események
- május – Az Iszlám Állam elfoglalja az ókori szíriai Palmürát (palmürai offenzíva).[137]
- az év közepe – Az Egyesült Államok Haditengerészete közel 40 év szolgálat után kivonja hadrendjéből a tengeralattjárók elleni hadviselésre használt Oliver Hazard Perry-hajóosztályt.[138]
- szeptember – A budai alsó rakpart Rákóczi híd és Petőfi híd közötti szakaszát a neves lengyel embermentő után, Henryk Sławik rakpartnak nevezik el.

## Várható események

### Határozatlan dátumú események
- Felépül a Mátrában egy 400 megawattos teljesítményű, lignitre alapuló nagyerőmű, amely Magyarország áramellátásának ötödét tudja biztosítani, és biomassza elégetésére is alkalmas lesz.[139]

## Az év témái

### Kiemelt témák és évfordulós emlékévek 2015-ben

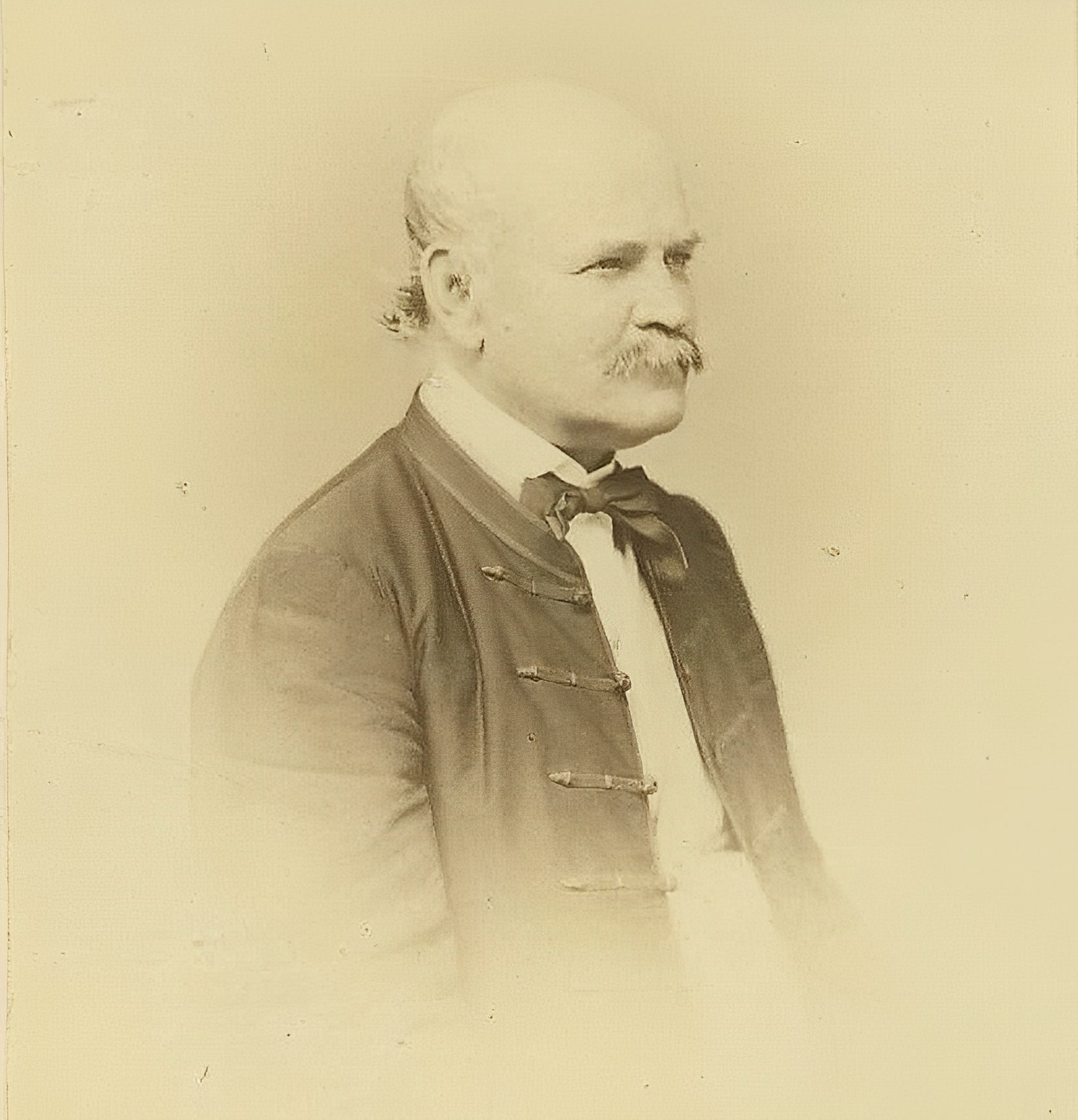
Semmelweis Ignác

#### Kiemelt emlékévek
- A Szovjetunióba hurcolt politikai foglyok és kényszermunkások emlékéve[140]

#### Évszázados évfordulók
- Svájc 200 éves semlegességét ünnepelte.
- 150 éve hunyt el Semmelweis Ignác[141]
- 100 éve született Szeleczky Zita[142]
- 100 éve született Anthony Quinn
- 100 éve született Szabó Sándor
- 100 éve született Orson Welles[143]
- 100 éve született Ingrid Bergman
- 100 éve született Arthur Miller
- 100 éve született Frank Sinatra
- 100 éve született Édith Piaf

### Választások 2015-ben
- január 25. – Előrehozott parlamenti választások Görögországban, melyen a radikális baloldali Sziriza végez az első helyen.[12]
- május 8. – Parlamenti választások Nagy-Britanniában. A Konzervatív Párt győzött David Cameron vezetésével, aki már másodszor töltheti be a miniszterelnöki pozíciót.
- május 10. – A lengyelországi elnökválasztás első fordulójában Andrzej Duda (34,8%) és Bronisław Komorowski (32,2%) végeztek az első helyen.[144]
- május 24. – A lengyel elnökválasztás második fordulója.[145]

### 2015 a légi közlekedésben
- február 4. – Tajvanon lezuhan a TransAsia Airways 235-ös járata 53 utassal és 5 fős személyzettel a fedélzetén.[146]
- március 24. - Az Alpokban lezuhan a Germanwings 9525-ös járata 144 utassal és 6 fős személyzettel a fedélzetén.

### 2015 a sportban

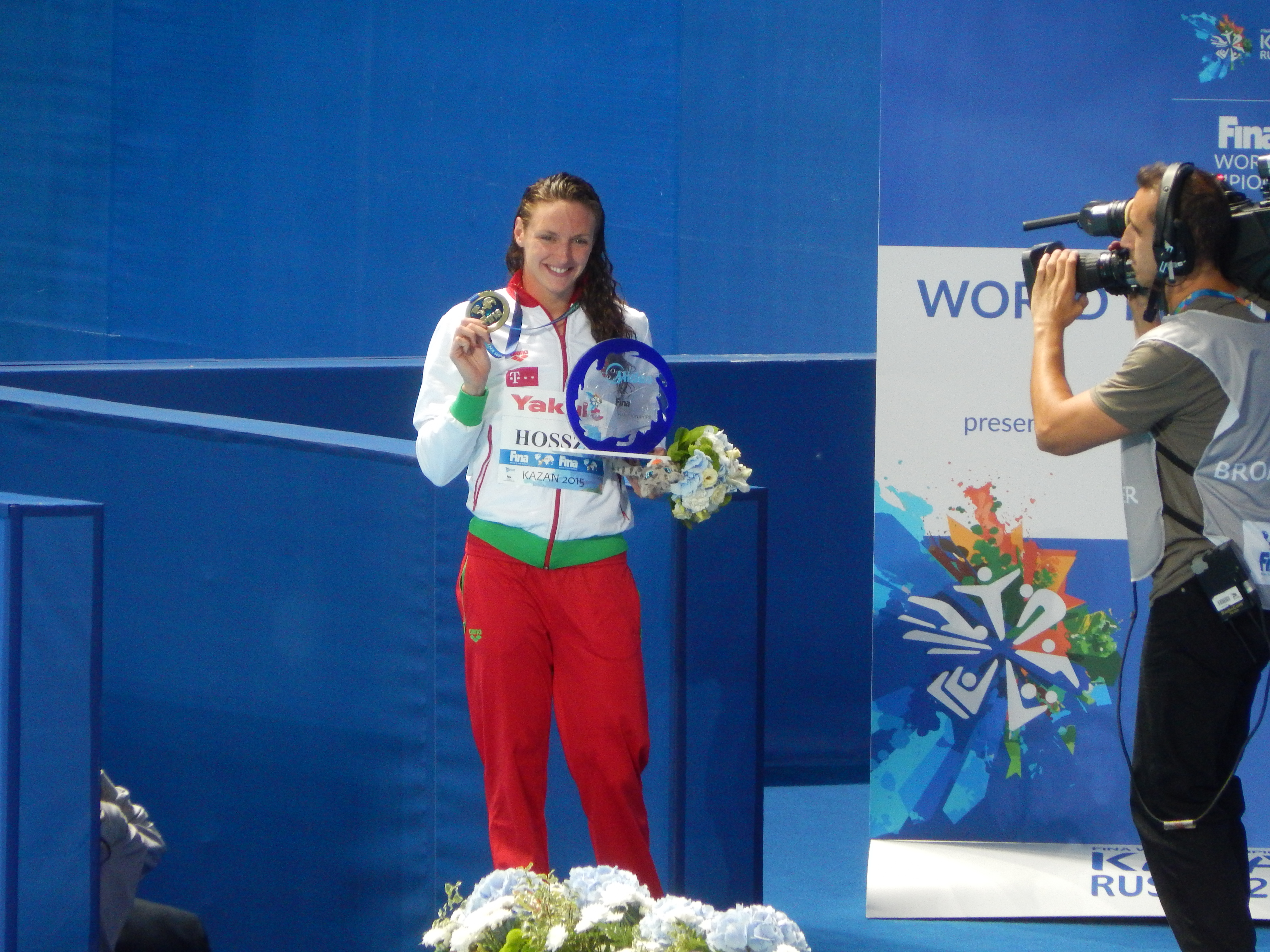
Hosszú Katinka - világcsúcs és aranyérem Kazanyban

- május 20. – A Ferencvárosi TC megszerezte története 21. kupagyőzelmét. A sorozat 105. döntőjében a Fradi 4-0 arányban győzte le a Videoton FC együttesét.[147]
- május 31. Véget ért a magyar labdarúgó-bajnokság 2014–2015-ös idénye: bajnok lett a Videoton, a Ferencváros ezüstérmet, az MTK pedig bronzérmet szerzett. Kiesett a Dunaújváros és a Pápa együttese.[148] A Győr, a Kecskemét, a Pécs és a Nyíregyháza nem kapott indulási jogot a következő idényre.[149]
- május 31. – A női labdarúgó-bajnokság 2014–2015-ös idényében a Ferencvárosi TC csapata megszerezte története első bajnoki címét, miután a döntő két mérkőzésén legyőzte az MTK-t.[150]
- augusztus 3. – A 2015-ös úszó-világbajnokságon Hosszú Katinka megvédi két éve megszerzett címét 200 méteres vegyesúszásban és 2:06,12-es idejével megdönti az eddigi világcsúcsot.[151]
- november 15. – A magyar labdarúgó-válogatott Norvégiát az idegenbeli pótselejtezőn 1–0-ra, majd hazai pályán 2–1-re legyőzve kvalifikálja magát a 2016-os labdarúgó-Európa-bajnokságra, az első 24 csapatos tornára. Eb-n idáig a futballisták csak két négycsapatos tornán, 1968-ban (bronzérem) és 1972-ben (4. hely) szerepelt, nagy nemzetközi tornán pedig az 1986-os labdarúgó-világbajnokság óta nem járt.[152]
- december 6. – Véget ér a 2015-ös rövid pályás úszó-Európa-bajnokság az izraeli Netánja városában, ahol Magyarország addig példátlan teljesítménnyel toronymagasan az éremtábla élén zár 11 arany-, 3 ezüst- és 1 bronzéremmel. Hosszú Katinka 6 aranyérmével a legsikeresebb női versenyzőnek járó 20 ezer eurót is elnyerte.[153]
- december 13. – A magyar férfi gyorskorcsolya-váltó (Knoch Viktor, Liu Shaolin Sándor, Liu Shaoang, Burján Csaba), a rövidpályás gyorskorcsolyázók Sanghajban rendezett világkupáján sporttörténeti magyar sikert aratva aranyérmet szerzett.[154]

### 2015 az irodalomban
- Megjelenik magyar fordításban James Dashner Útvesztő-trilógiájának harmadik kötete, a Halálkúra.[155]
- május 19. – Krasznahorkai Lászlónak ítélik az idei Nemzetközi Man Booker-díjat.[55]

### 2015 a csillagászatban
- március 20. – Teljes napfogyatkozás Izland, Feröer, Európa, Észak-Afrika és Észak-Ázsia felett.
- szeptember 13. – Részleges napfogyatkozás Dél-Afrika, az Indiai-óceán déli része és az Antarktisz felett.
- szeptember 28. – Magyar idő szerint a hajnali órákban – 30 év után ismételten – szuperholddal egyidőben teljes holdfogyatkozás figyelhető meg.[156]

### 2015 az informatikában
- július 14. – A Windows Server 2003 támogatása megszűnik.
- március 9. – Az Apple bemutatta az új MacBook Air-t.
- július 29. – Hivatalosan megjelenik a Windows 10.
- szeptember 22. - A Microsoft Office 2016-os irodai szoftvercsomagja megjelenik.

### 2015 a játékkonzolokban
- november 22. – Ebben az évben lesz 10 éves az XBOX 360.

### 2015 a filmművészetben
- december 18. – A Star Wars: The Force Awakens magyarországi premiervetítése.

### 2015 a zenében
- Adele: 25
- Aradszky László: 80 év az 80 év
- Fifth Harmony: Reflection
- Laura Pausini: Simili
- Blue: Colours
- Bryan Adams: Get Up
- Bagossy Brothers Company: Elviszlek
- Coldplay: A Head Full of Dreams
- Charlie: Az légy aki vagy
- Jason Derulo: Everything Is 4
- Chris Brown: Royalty
- Chris Norman: Crossover
- Dolly Roll: Dolly Roll - Arrivederci Amore
- Kelly Clarkson: Piece by Piece
- Kylie Minogue: Kylie Christmas
- One Direction: Made in the A.M.
- Duran Duran: Paper Gods
- Mika: No Place in Heaven
- Zalatnay Sarolta: Zalatnay "50"
- Ricky Martin: A Quien Quiera Escuchar
- Nero: Between II Worlds
- Megjelent az Edda Művek 32. nagylemeze A sólyom népe címmel.
- Kovács Ákos: Még egyszer / Dupla Aréna 2014
- Edda Művek: A sólyom népe / Kölyköd voltam
- Ellie Goulding: Delirium
- Madonna: Rebel Heart
- Motörhead: Bad Magic
- Ne-Yo: Non-Fiction
- Justin Bieber: Purpose
- Little Mix: Get Weird
- Whitesnake: The Purple Album
- Pa-dö-dő: Retúr / Éljen a karácsony tetején
- Pitbull: Dale
- Sarah Connor: Muttersprache
- Shawn Mendes: Handwritten
- Snoop Dogg: Bush
- Janet Jackson: Unbreakable
- Zanzibar: Mindent lehet, mindent szabad

### 2015 a médiában

#### Határozott dátumú események

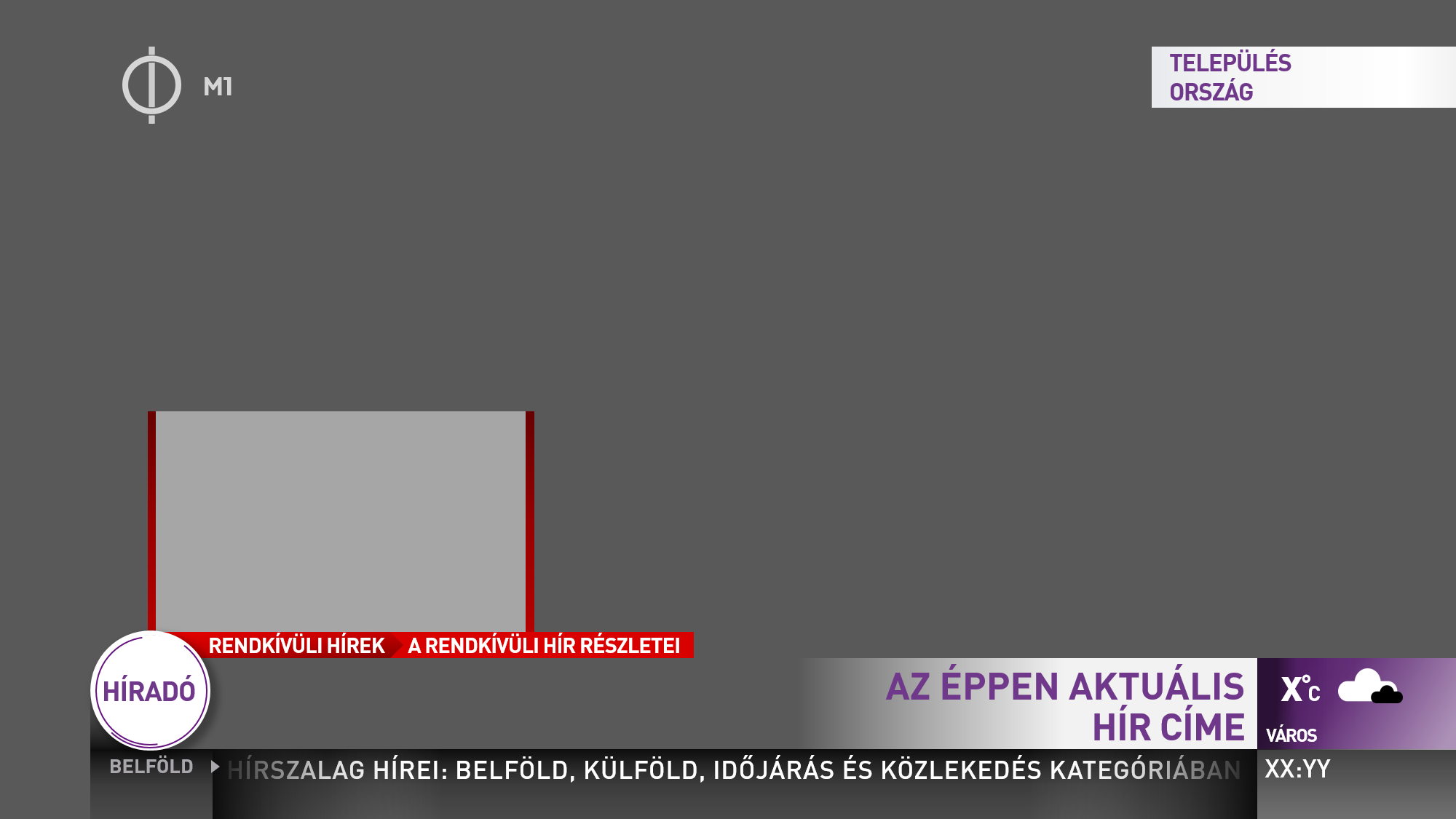
Az M1 napi aktuális csatorna teljes grafikája 2015. szeptember 21-től

- március 15. – Átalakult a magyarországi közszolgálati média. Megkezdte adását a korábban általános-szórakoztató adóként funkcionáló M1 napi aktuális csatorna, a Duna lett az új nemzeti főadó, míg az M2 esti műsorsávjában elindult a fiataloknak szóló M2 Petőfi TV. Az összes közszolgálati csatorna innentől 0–24-ben sugározza műsorát.
- július 18. – Megkezdte adását az M4 Sport közszolgálati sportcsatorna.[157]
- október 21. - Ekkor játszódik a Vissza a jövőbe filmtrilógia 2. részének eleje.

### 2015 balesetei
- október 30. – Románia: Egy bukaresti szórakozóhelyen több mint 30-an életüket vesztették, amikor az ott tartott koncerten pirotechnikai elemek lángra lobbantották a helyiséget.[158]

### 2015 a kriminalisztikában
- január 7. – Két fegyverrel felszerelkezett férfi megtámadja a francia Charlie Hebdo szatirikus magazin párizsi irodáját, a támadásban 12-en (10 újságíró és 2 rendőr) életüket vesztik.

- augusztus 26. – Az osztrák hatóságok a burgenlandi Pándorfalu mellett, egy Magyarországról jött, elhagyott hűtőkamion rakterében 71 illegális határátlépő holttestére bukkannak.

- november 13. – Terroristák megtámadnak több párizsi helyszínt, ami között van a Bataclan, illetve a Stade de France. A halottak száma több mint 120, illetve több mint 90 a válságos állapotúak száma.

## Születések 2015-ben
- május 2. – Sarolta brit királyi hercegnő

## Halálozások 2015-ben
- január 10. – Hankiss Elemér Széchenyi-díjas magyar irodalomtörténész, filozófus (* 1928)
- január 11.
  - Anita Ekberg svéd színésznő, modell, szexszimbólum (* 1931)
  - Buzánszky Jenő magyar olimpiai bajnok, világbajnoki ezüstérmes labdarúgó, az Aranycsapat tagja, a nemzet sportolója (* 1925)
- január 20. – S. Nagy István eMeRTon-díjas magyar szövegíró (* 1934)
- január 22. – Gross Arnold Kossuth-díjas magyar grafikus, a nemzet művésze (* 1929)
- január 25. – Demis Roussos görög énekes (* 1946)
- február 2. – Bitskey Tibor Kossuth-díjas magyar színművész, a nemzet színésze (* 1929)
- február 13. – Erdélyi Zsuzsanna Kossuth-díjas magyar néprajztudós, folklorista, a nemzet művésze (* 1921)
- február 27. – Leonard Nimoy amerikai színész, rendező, énekes, fotóművész (* 1931)
- március 17. – Gereben Ágnes magyar irodalomtörténész, kritikus, műfordító (* 1947)
- március 18. – Solti Gizella Kossuth-díjas magyar iparművész, gobelintervező, a nemzet művésze (* 1931)
- március 23. – Molnár Lajos magyar orvos, politikus, egészségügyi miniszter (2006-2007) (* 1946)
- március 27. – Kubinyi Anna Kossuth-díjas magyar textilművész, gobelintervező (* 1949)
- április 9. – Pap Vera Kossuth-díjas magyar színművész (* 1956)
- április 13. – Günter Grass Nobel-díjas német író, költő (* 1927)
- április 26. – Kóti Árpád Kossuth-díjas magyar színművész, a nemzet színésze (* 1934)
- május 5. – Roger Rees Tony-díjas, walesi, amerikai színművész, rendező (* 1944)
- május 14. – B. B. King amerikai blues gitáros, énekes, zeneszerző (* 1925)
- május 23.
  - John Forbes Nash közgazdasági Nobel-díjas amerikai matematikus (* 1928)
  - Anne Meara amerikai színésznő, humorista (* 1929)
- május 31. – Obersovszky Péter magyar újságíró, szerkesztő, műsorvezető (* 1960)
- június 7. – Christopher Lee angol színész (* 1922)
- június 22. – James Horner Oscar-díjas amerikai zeneszerző (* 1953)
- július 2. – Bachman Zoltán Kossuth-díjas magyar építész, a nemzet művésze (* 1945)
- július 3. – Szabad György Széchenyi-díjas magyar történész, politikus, egyetemi tanár, az Országgyűlés elnöke (1990-94) (* 1924)
- július 7. – Mednyánszky Ági magyar színésznő, a Budapesti Operettszínház örökös tagja (* 1927)
- július 10. – Omar Sharif kétszeres Golden Globe-díjas egyiptomi színész (* 1932)
- július 13. – Tordasi Ildikó magyar olimpiai bajnok (1976) vívó (* 1951)
- július 17. – Jules Bianchi francia autóversenyző  (* 1989)
- július 31. – Sinkó László Kossuth- és Jászai Mari-díjas magyar színművész, a nemzet művésze (* 1940)
- augusztus 10. – Czeizel Endre magyar orvos-genetikus, az orvostudományok akadémiai doktora (* 1935)
- augusztus 17. – Paskai László magyar bíboros, nyugalmazott esztergom-budapesti érsek (* 1927)
- augusztus 25. – Fejes Endre Kossuth-díjas magyar író (* 1923)
- augusztus 30. – Wes Craven amerikai horrorfilm-rendező (Rémálom az Elm utcában, Sikoly) (* 1939)
- szeptember 8. – Harangozó Teri magyar énekesnő (* 1943)
- október 6. – Göncz Árpád író, műfordító, köztársasági elnök (* 1922)
- október 8. – Nemeskürty István Széchenyi- és Kossuth-díjas magyar író, irodalom- és filmtörténész, egyetemi tanár (* 1925)
- november 3. – Fenyvesi Csaba háromszoros olimpiai bajnok magyar vívó, orvos (* 1943)
- november 10. – Helmut Schmidt német politikus, kancellár (* 1918)
- november 12. – Fülöp Márton válogatott magyar labdarúgó, kapus (* 1983)
- december 2. – Juhász Ferenc kétszeres Kossuth-díjas költő, szerkesztő, a nemzet művésze (* 1928)
- december 15. – Benkó Sándor Kossuth- és Liszt Ferenc-díjas magyar klarinétos, a Benkó Dixieland Band alapítója és zenei vezetője (* 1940)
- december 28. – Lemmy Kilmister angol énekes, basszusgitáros, a Motörhead alapítója (* 1945)

## Nobel-díjak
| Béke                        | Nemzeti Párbeszéd Kvartett                                                                        | "for its decisive contribution to the building of a pluralistic democracy in Tunisia in the wake of the Jasmine Revolution of 2011"/„a tunéziai jázminos forradalom idején kifejtett tevékenységéért, a plurális demokrácia elősegítéséért.” |
| Fizikai                     | Arthur B. McDonald és Kadzsita Takaaki                                                            | "for the discovery of neutrino oscillations, which shows that neutrinos have mass"/„a neutrínóoszcilláció felfedezéséért, ami megmutatta, hogy a neutrínónak van tömege.”.                                                                   |
| Kémiai                      | Tomas Lindahl, Paul Modrich és Aziz Sancar                                                        | "for mechanistic studies of DNA repair"/„a DNS-javító mechanizmusok tanulmányozásáért.”. |
| Orvosi-élettani             | William C. Campbell és Ómura Szatosi megosztva a díj egyik felét, valamint Tu Ju-ju a másik felét | "for their discoveries concerning a novel therapy against infections caused by roundworm parasites", valamint "for her discoveries concerning a novel therapy against Malaria".                                                              |
| Irodalmi                    | Szvetlana Alekszijevics                                                                           | "for her polyphonic writings, a monument to suffering and courage in our time"/„többszólamú írásaiért, amelyekben a jelenkor szenvedéseinek és a bátorságnak állított emlékművet.”                                                           |
| Közgazdasági Nobel-emlékdíj | Angus Deaton                                                                                      | "for his analysis of consumption, poverty, and welfare"/„a fogyasztás, a szegénység és a jólét területein folytatott kutatásaiért.” |

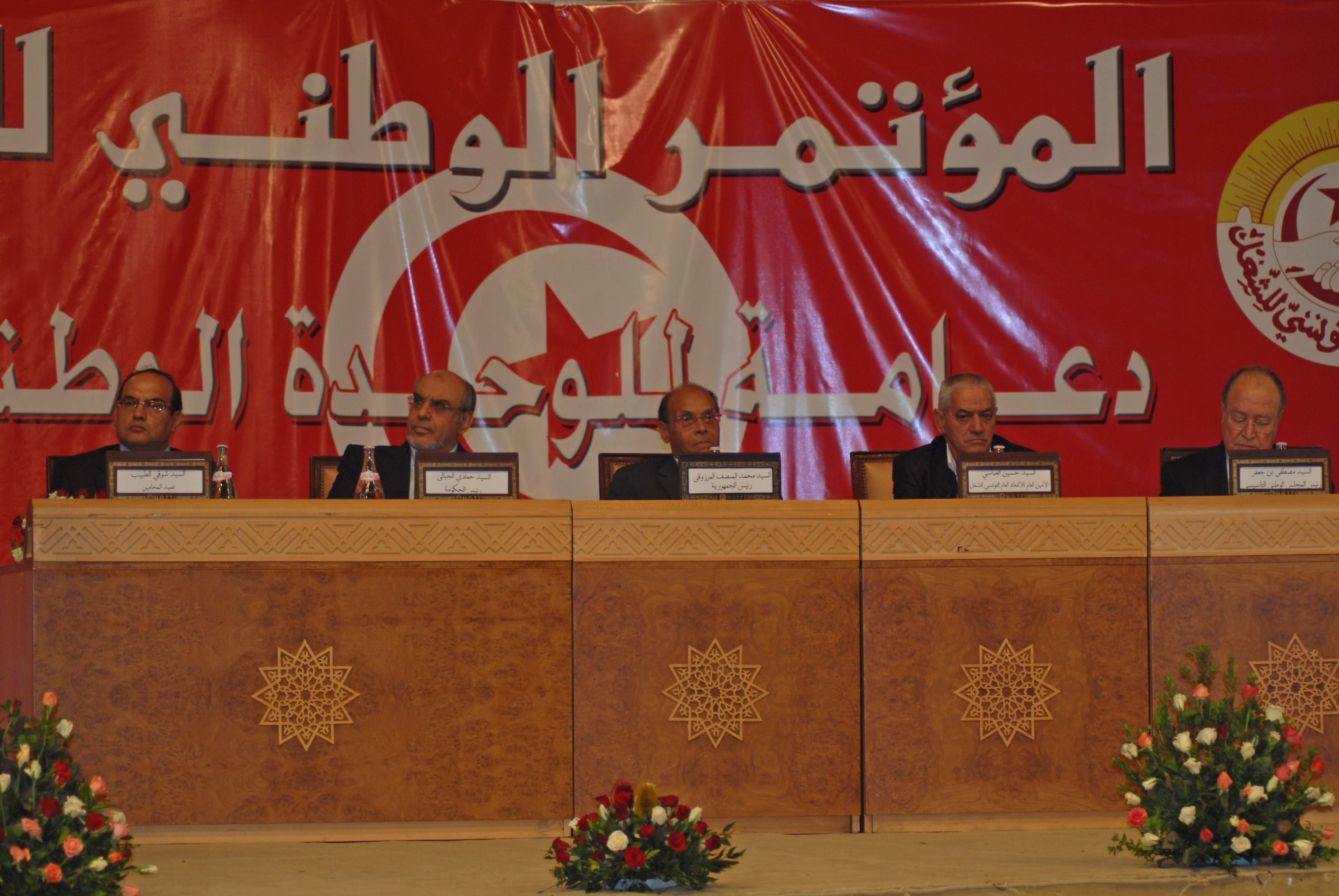
Nemzeti Párbeszéd Kvartett
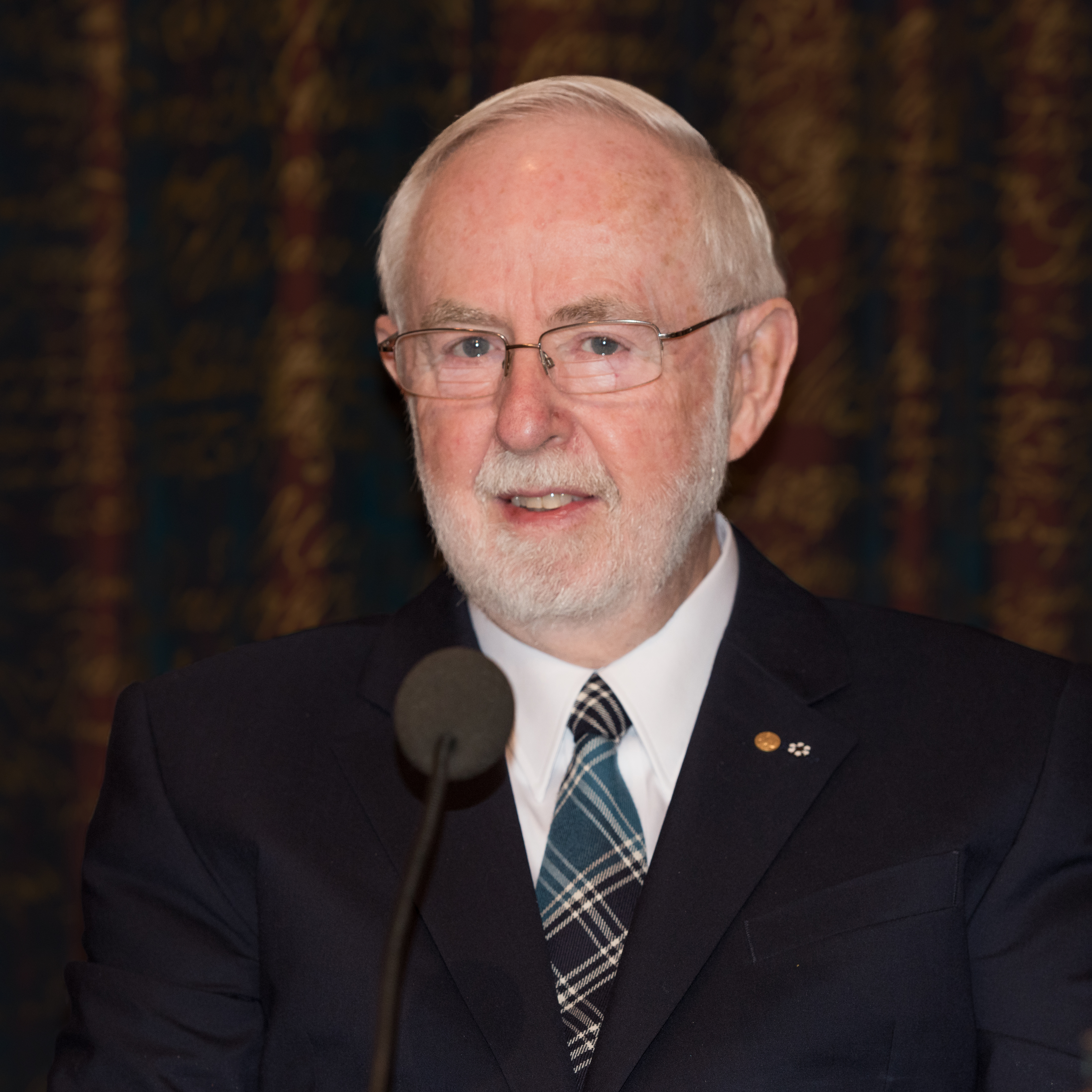
Arthur B. McDonald
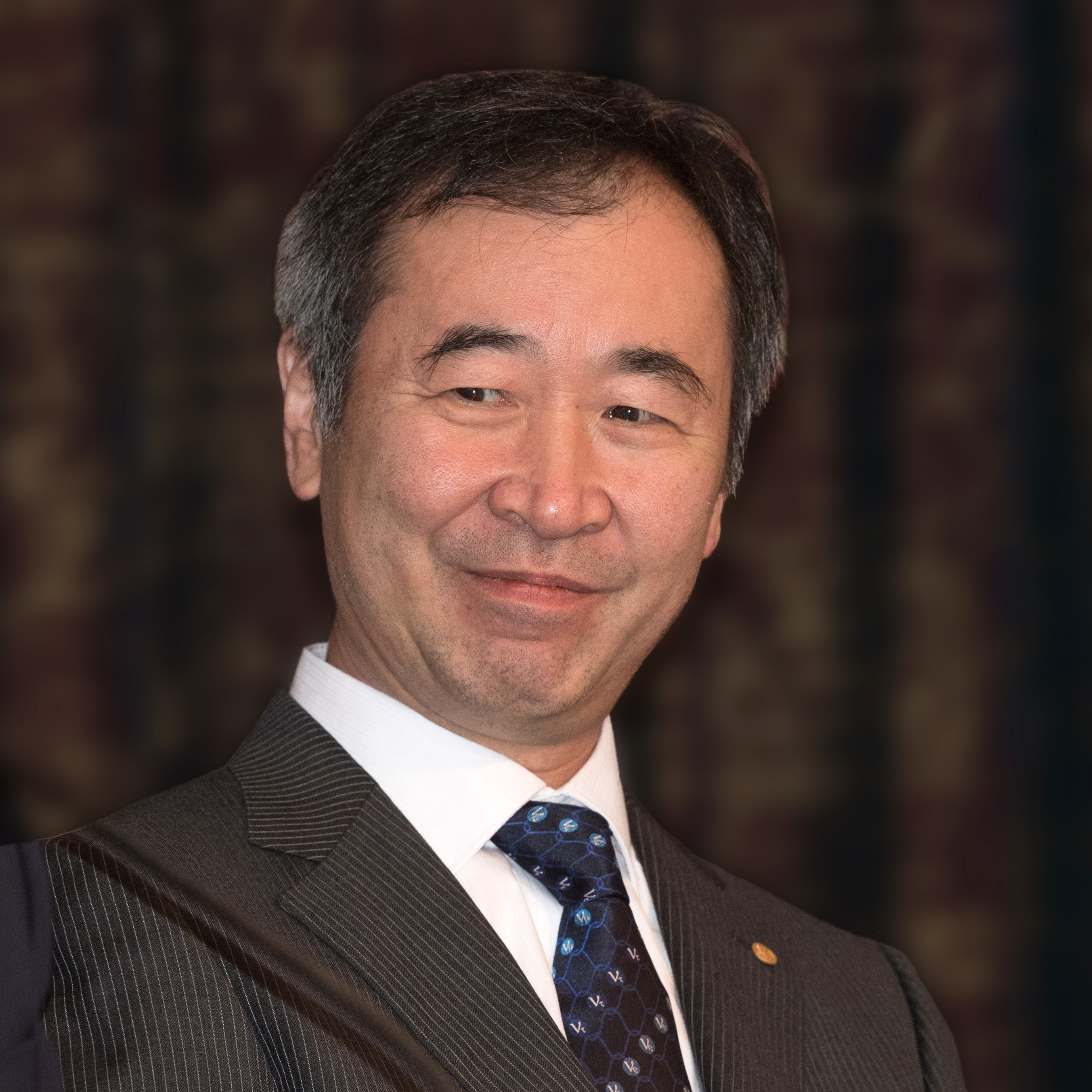
Kadzsita Takaaki
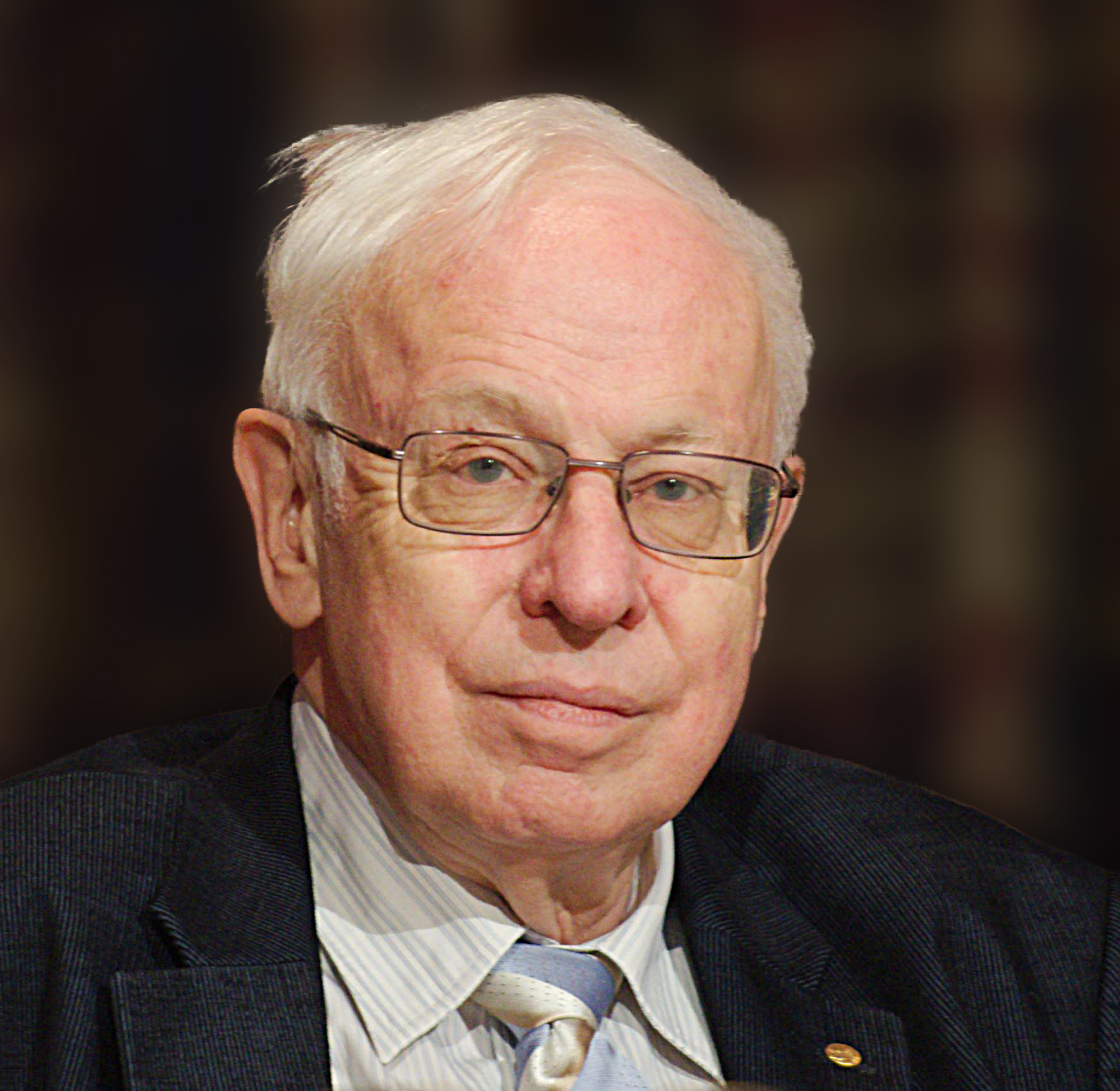
Tomas Lindahl
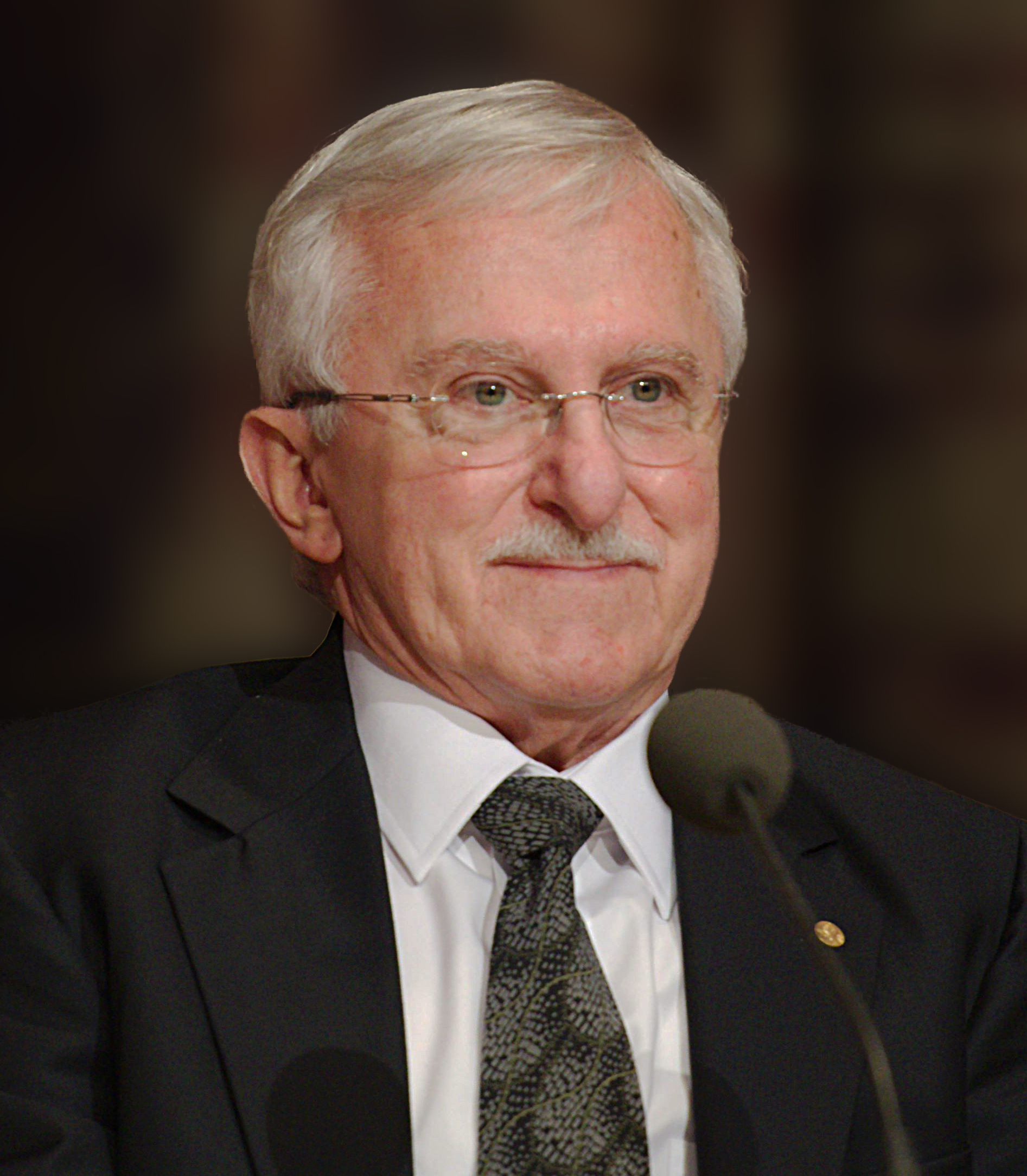
Paul Modrich
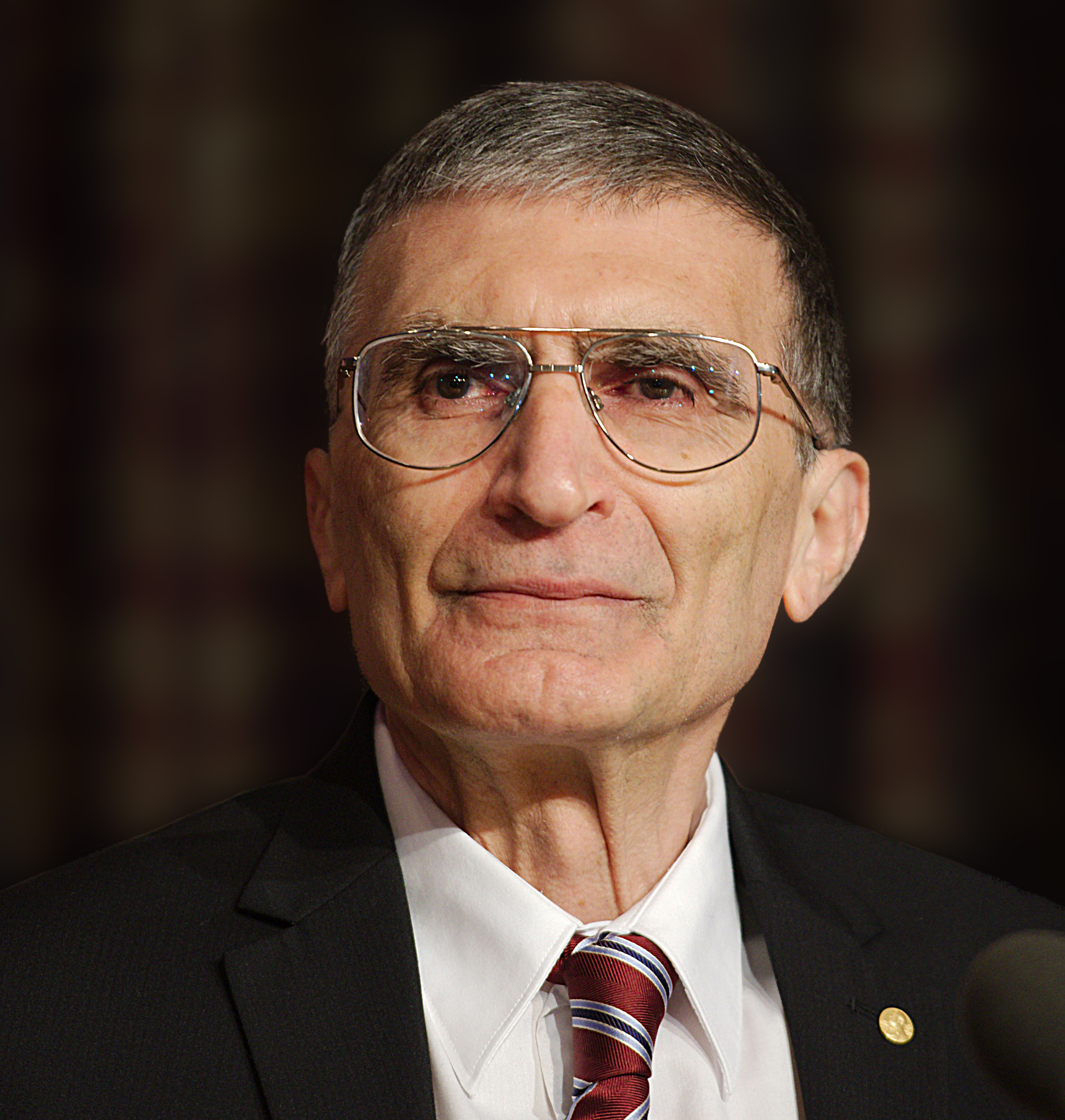
Aziz Sancar
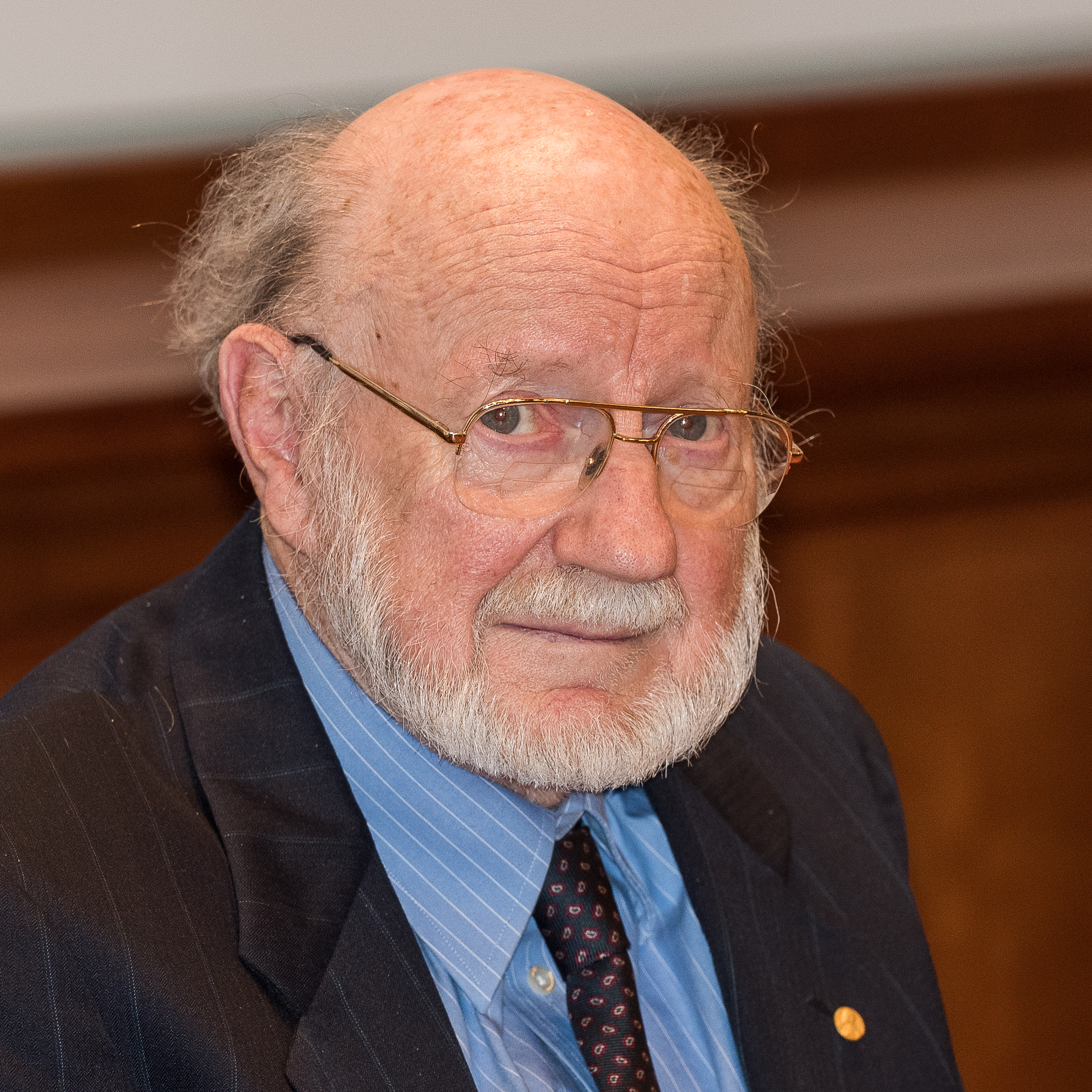
William C. Campbell
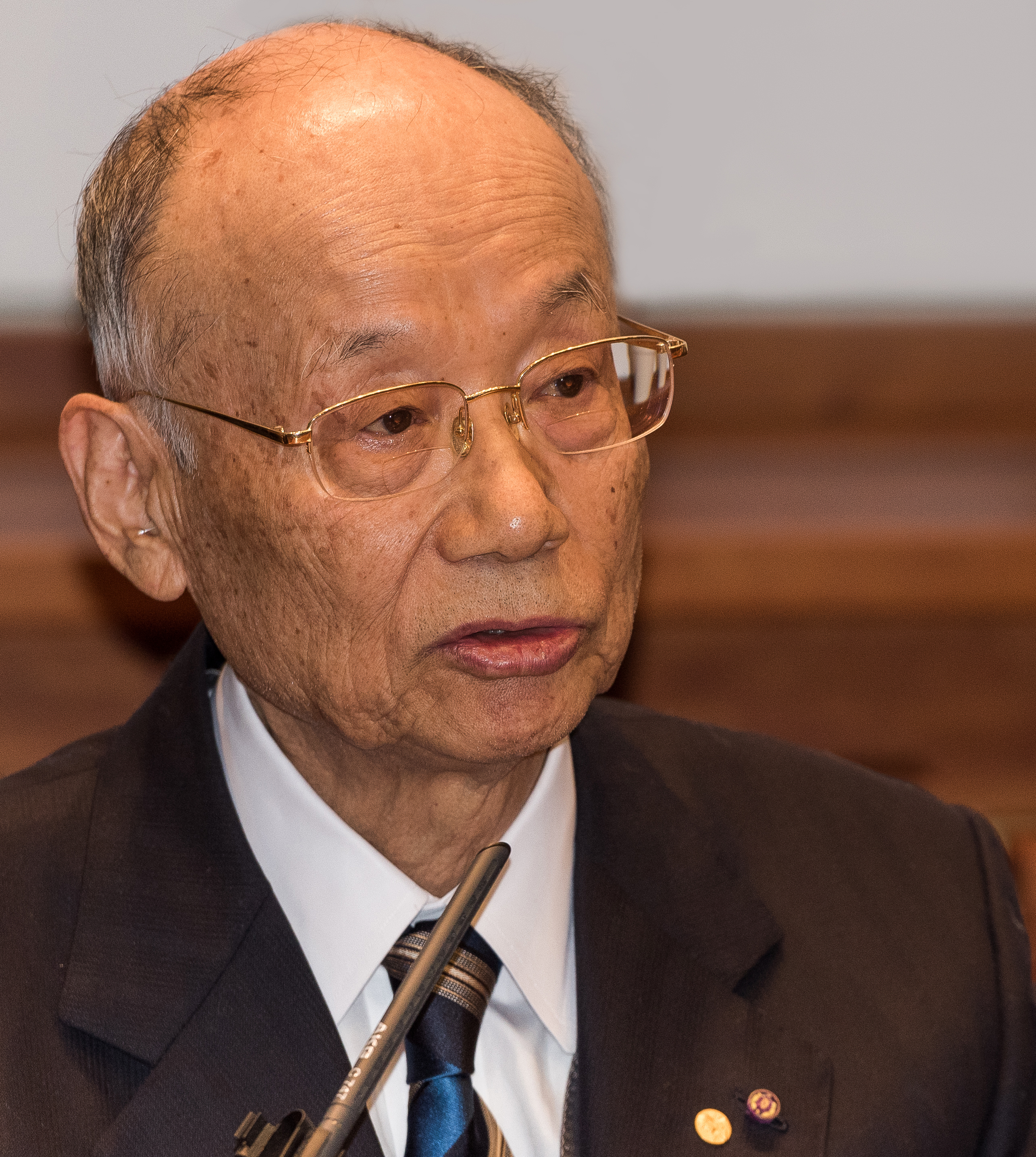
Ómura Szatosi
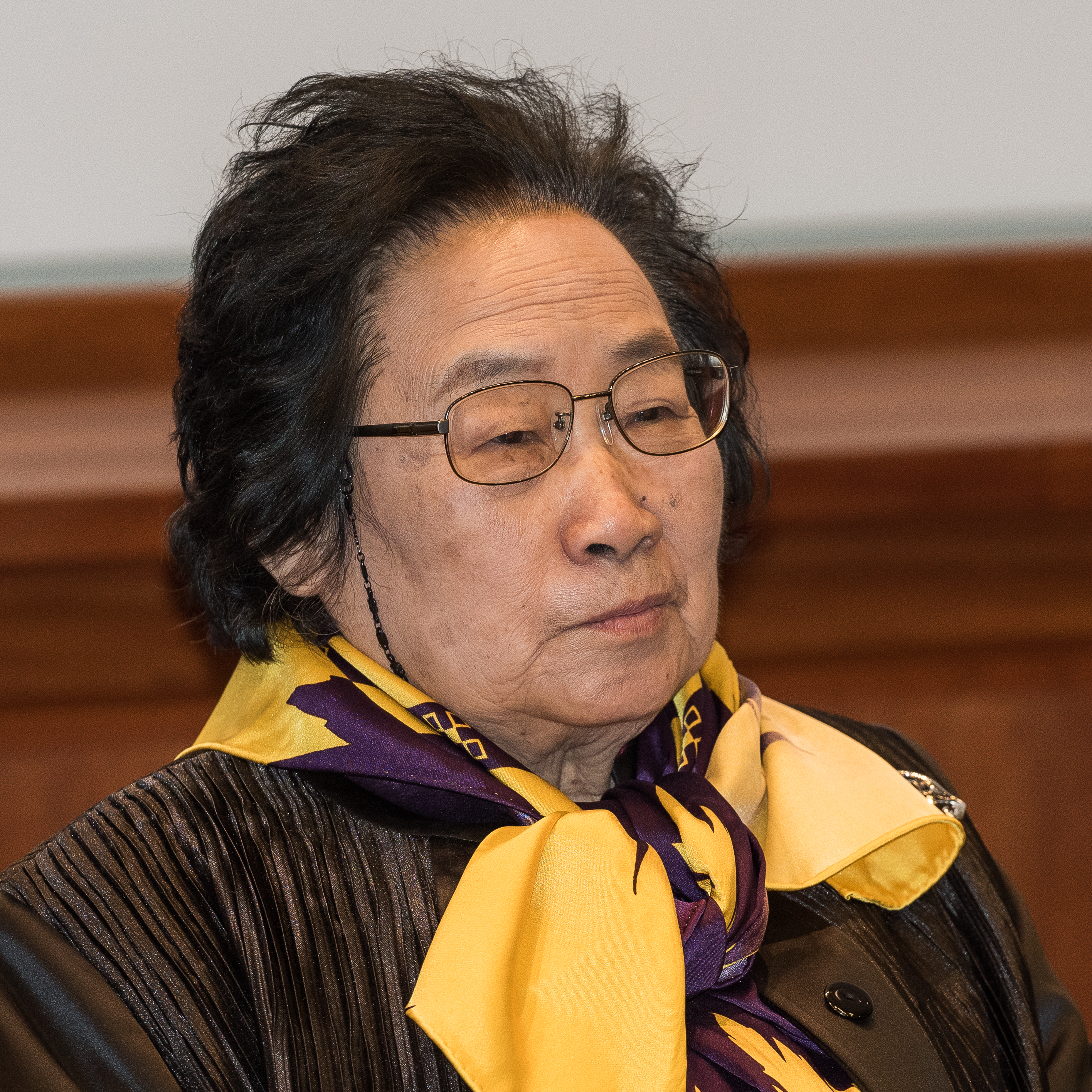
Tu Ju-ju
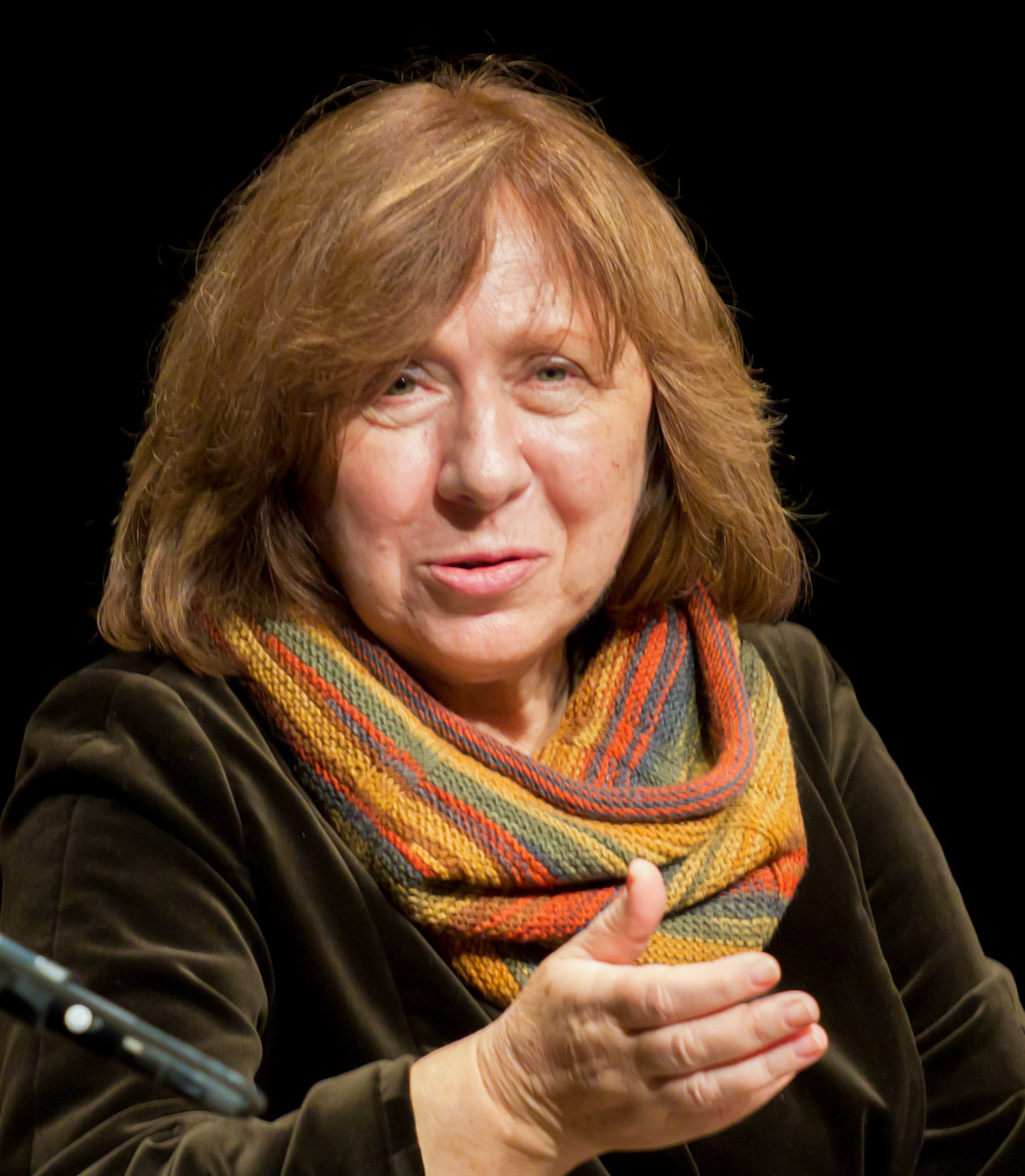
Szvetlana Alekszijevics
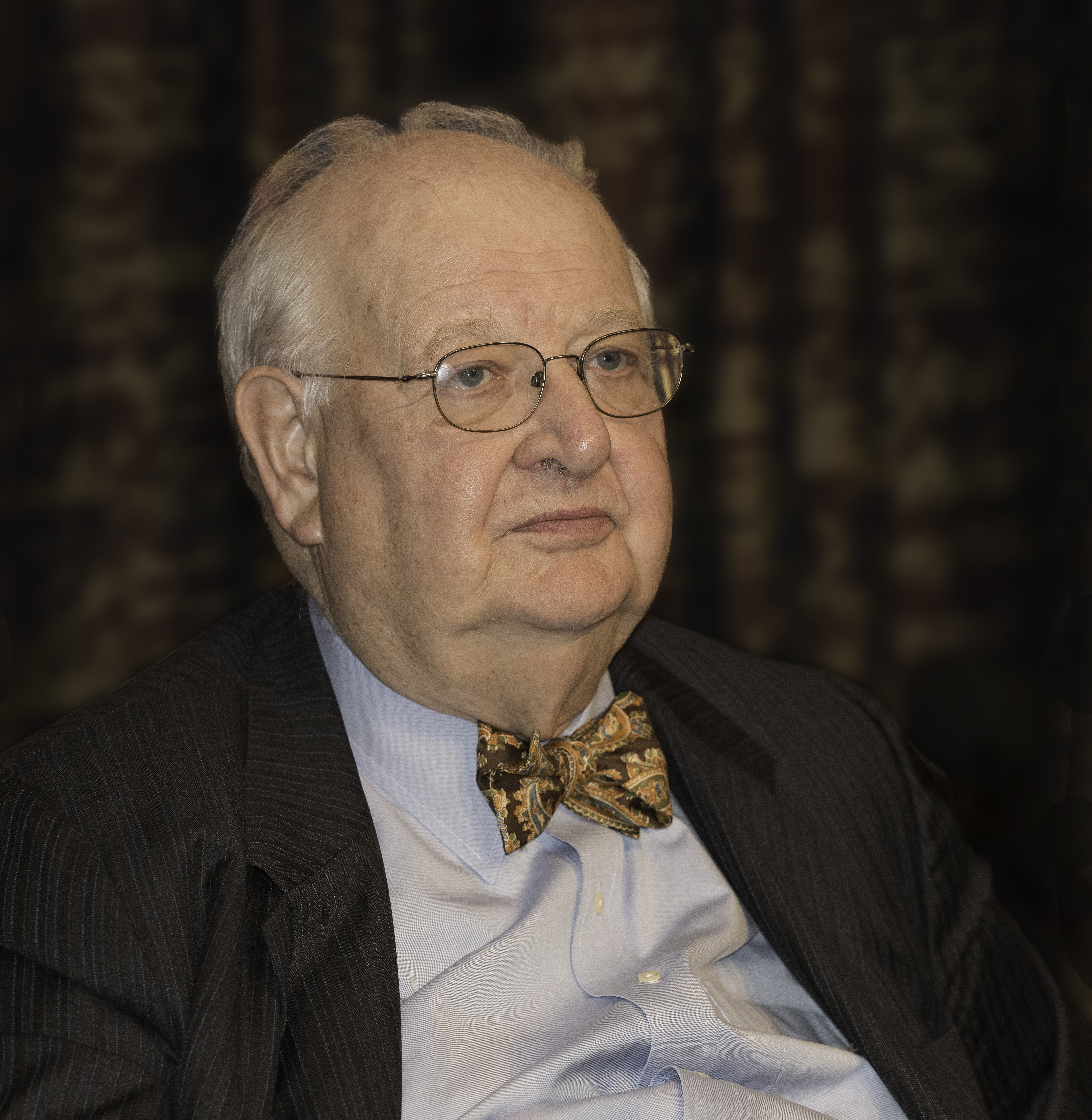
Angus Deaton